# Армяне
Армя́не (арм. Հայեր, hayer [hɑˈjɛɾ]) — народ, исторически сложившийся в пределах Армянского нагорья. Армяне говорят на армянском языке, принадлежащем к особой группе индоевропейской языковой семьи, в рамках которой (этой группы) не сохранилось других живых языков.
Формирование армянского этноса произошло между XII и VI веками до н. э. в результате слияния разноязычных племён, населявших Армянское нагорье в Бронзовом веке, на основе привнесённого в конце III или в II тысячелетии до н. э. из Европы протоармянского языка (подробнее см. Этногенез армян). Антропологически армяне относятся к арменоидному типу южной ветви большой европеоидной расы и являются главным образом потомками урартов, сменивших свой язык, но также и хурритов, лувийцев и носителей собственно протоармянского языка. Эта физическая преемственность подтверждается также современными генетическими исследованиями.
Большинство верующих армян исповедует христианство и является последователями Армянской апостольской церкви. Христианство начало распространяться среди армян в I веке и стало официальной религией Великой Армении с начала IV века. Меньшая часть армян исповедует ислам суннитского толка и алевизм (хемшилы, криптоармяне), а также католицизм (Армянская католическая церковь), протестантизм (Армянская евангелистская церковь), встречается также греко-православие (главным образом, Русская православная церковь).
В настоящее время основная масса армян, преимущественно вследствие геноцида 1915 года, проживает за пределами исторической Армении. Это наиболее многочисленный народ в Армении (в 1991—2023 годах — также в непризнанной Нагорно-Карабахской Республике), третий по численности народ в частично признанной Республике Абхазия, один из наиболее многочисленных народов России, Грузии и Ливана.

## Этимология

### Самоназвание
По мнению Г. Джаукяна и А. Петросяна, этноним hay восходит к индоевропейскому *poti- «хозяин, господин, муж, супруг». Не исключено, что он мог контаминировать с другими созвучными корнями на протяжении истории. 

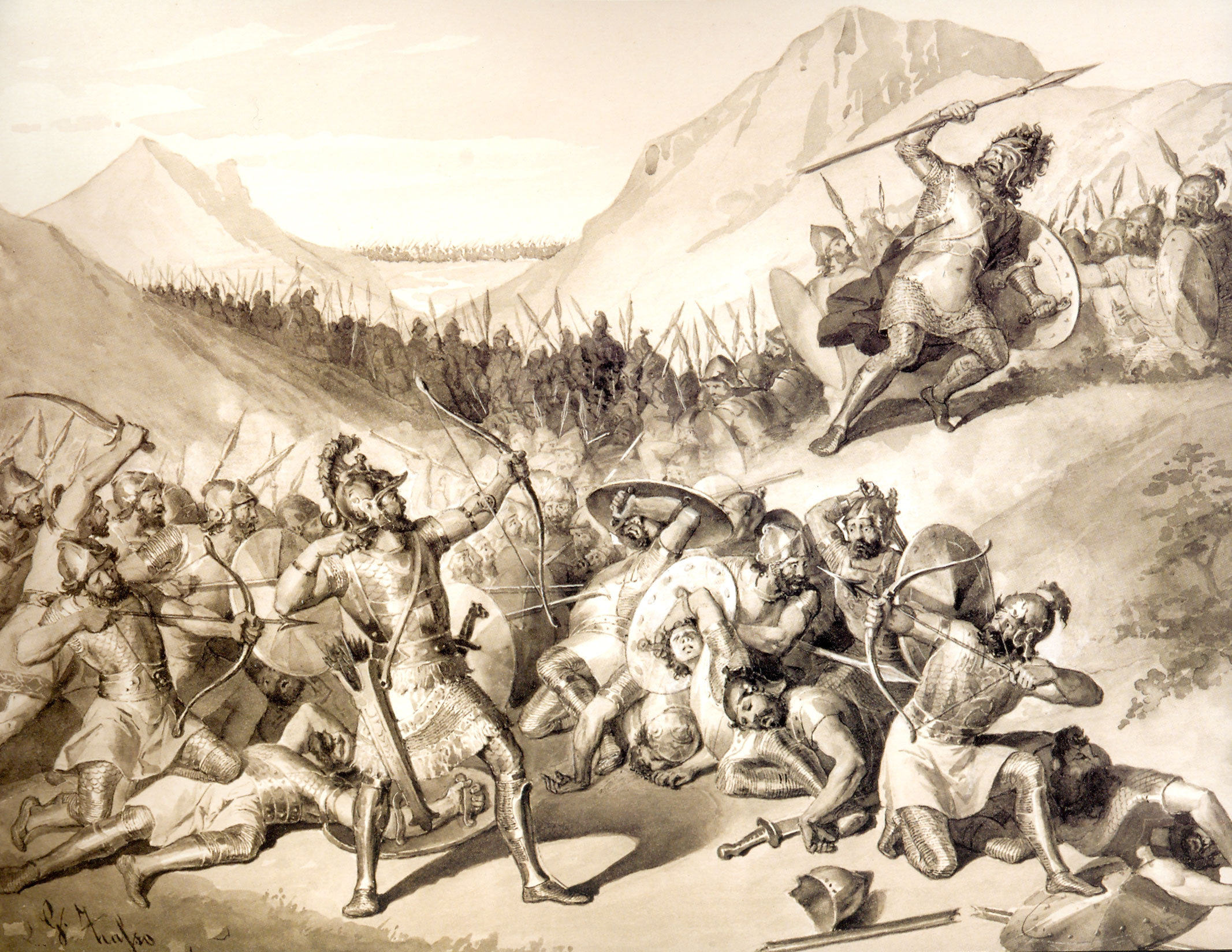
Сражение Айка с Бэлом. Художник Джулиано Дзассо (1833—1889)

#### Гипотеза Хатти
Согласно этой гипотезе, самоназвание армян hay (арм. hայ) происходит от хеттского этнонима Hatti. Термином Ḫāte в урартских клинописных надписях обозначалась страна Мелид к западу от слияния Верхнего Евфрата и Арацани. Автором этой гипотезы стал П. Йенсен. Согласно И. М. Дьяконову, арменизированные урарты приняли название *hātiyos > hay. В частности, он отмечал:
Впоследствии, когда и сами урарты перешли на древнеармянский язык и влились в состав армянского народа, — в котором они, вероятно, составили большинство, — название «хетты» стало и их самообозначением. По-протоармянски это название могло звучать *хатйос или *хатийос (հատ(ի)յոս) — в дальнейшем отсюда, по законам армянской фонетики, получилось հայ (хай).

#### Хайасская гипотеза
По другой версии, этноним hay произошёл от названия царства Хайаса, о которой упоминают хеттские клинописные тексты во второй половине II тыс. до н. э. Происхождения слова связывается с *h2ayes / *h2ayos «металл, железо» (ср. с происхождением названия Колхиды и этнонима халибов).
Томоки Китазуми оспаривает эту этимологию на основании того, что хеттскому звуку ḫ- (как в слове Ḫaiaša-) должно соответствовать армянское խ- (x-), а не հ- (h-).
Этот аргумент оспаривается сторонниками «хайасской гипотезы» тем, что примеры переходов и взаимозаменяемости звуков ḫ- и խ- (x-) в армянском языке — явление достаточно распространённое.

#### Пеонийская гипотеза
По мнению В. Георгиева, О. Н. Трубачёва, Л. А. Гиндина и В. Л. Цымбурского, этноним hay произошёл в результате характерного для протоармянского языка перехода р- → h- (как в др.-греч. πατήρ : арм. հայր «отец») из основы *pai-, представленной в названиях балканских племён Пеонии (Παίωνες, Παῖτοι, Παιόπλαι).

### Экзоним
Самым распространённым экзонимом армянского народа является название armen, которое встречается в разных языках в разных формах.
В текстах страны Эбла (север Сирии) между 2300—2200 годами до н. э. упоминается соседнее с ней государство Арманум/Армани. Ряд авторов считал, что это первое сохранившееся письменное упоминание Армении.
В хаттских текстах XVII—XVI веков до нашей эры упоминаются военные походы на государство Арматана. В более поздних хеттских текстах XV—XIII веков до нашей эры то же самое государство упоминается под названием «Хайаса» и охватывает западные провинции Армянского нагорья.
Название Арми́ния, в которой проживали армины, встречается в Бехистунской надписи персидского царя Дария I, относящейся к 522 до н. э., где это название выступает как синоним аккадскому названию «Урарту» и «урарты» и эламскому названию «Армигуиара[уточнить]». Это название восходит к хурр. Armi- — названию области, смежной с Мелитеной, расположенной в верховьях Тигра. От него произошли др.-перс. Armina-, др.-греч. ʾΑρμένιοι и арам. ˊarmǝn-āiē.

## Этногенез
Согласно армянскому эпосу, впервые зафиксированному Мовсесом Хоренаци в труде «История Армении», самоназвание hay происходит от имени легендарного прародителя армянского народа Хайка (Hayk), который «прибыл в страну Араратскую из Месопотамии» и дал племенам «Араратской страны» своё имя.

### Миграционно-смешанная гипотеза
«...армяне—это прежде всего потомки урартов, принявших индоевропейский язык, но сохранившие собственное произношение (артикуляционную базу или, говоря бытовым языком, «акцент»),—но также потомки хурритов, лувийцев и, конечно, первоначальных носителей собственно протоармянского языка».
Согласно миграционной гипотезе, армяне сформировались между XIII и VI веками до н. э. на территории Армянского нагорья. Носители протоармянского языка (мушки) ещё до образования государства Урарту мигрировали (в XIII веке до н. э.) из Европы на Армянское нагорье и осели в области, известной как Мелитена. Протоармянское население, находившееся в меньшинстве, этнически растворилось в населявших Армянское нагорье урартах, хурритах и лувийцах, сохранив при этом основу своего языка, восприняв крупный пласт заимствований из других языков. На базе этнического растворения малочисленных индоевропейцев, носителей протоармянского языка, в массиве урартов, хурритов и лувийцев (последние также были индоевропейцами) и сформировался современный армянский народ. Согласно И. М. Дьяконову, хурриты, как более многочисленные, составили основную массу народа и определили основную линию физической преемственности, а протоармяне, в силу ряда исторических причин, передали новому народу свой язык.
Таким образом, армяне являются преемниками физического и культурного компонента всего древнего населения нагорья, в первую очередь урартов, хурритов и лувийцев, а также носителей протоармянского языка. Именно эти этнические группы составили основной компонент предков современных армян.

### Этиунская гипотеза
По мнению сторонников курганной гипотезы происхождения индоевропейских языков, в конце 3 тысячелетия до н. э. (средний бронзовый век) произошла миграция части населения ямной культуры из степей Северного Причерноморья в Закавказье. Результатом этой миграции стало появление у местного населения примеси степного генетического компонента, начался переход хуррито-урартов на протоармянский язык и смена земледельческой куро-араксской археологической культуры на скотоводческую триалети-ванадзорскую с курганными погребениями и колёсными повозками. Из неё, в свою очередь, вырастает лчашен-мецаморская культура, которая отождествляется с племенной конфедерацией Этиуни.

### Хайасская гипотеза
По другой версии, поддерживаемой рядом учёных (Г. А. Капанцян, В. В. Иванов, Б. Б. Пиотровский), армянский этнос сформировался в области Хайаса.
Армянская гипотеза происхождения индоевропейских языков, аргументирующаяся в трудах Т. В. Гамкрелидзе и Вяч. Вс. Иванова, постулирует генезис армянского языка в пределах Армянского нагорья.
Точная локализация границ Хайасы не определена; достоверно известно лишь то, что граница между Хайасой и Хеттским царством шла прямой линией от берегов Чёрного моря в районе современного турецкого города Орду на юг к реке Евфрат и далее по реке Евфрат примерно до современного города Малатья.  Южные и восточные пределы Хайасы неизвестны. То есть речь идёт о восточных областях нынешней Турции, примерно соответствующих территории Западной Армении.
Эта страна в надписях страны Эбла (XXIII—XXII века до н. э.) называлась Арманум, в хеттских (XVII—XVI века до н. э.) надписях — Арматана, а позднее (XV—XIII века до н. э.) — Хайаса. По мнению ряда историков, «Арманум», «Арматана», «Хайаса» и «Армения» — это одна и та же страна и народ, по-разному называвшиеся соседними народами. Эта теория, однако, некоторыми подвергается критике.

## История армянского народа

### Античность
В начале VII века до н. э. ареал расселения армян занимал территории в Анатолии, Закавказье и Среднем Востоке которые впоследствии стали известны как Армения. Регион проживания армян в VII веке до н. э. охватывал восточно-анатолийские горы, земли вдоль реки Аракс, окрестности горы Арарат, озёр Ван и Урмия, верхних течений рек Евфрат и Тигр; на севере они распространились до реки Кура.
Упоминания об Армении и армянах встречаются уже в ранних греческих источниках VI—V веков до н. э., таких как Гекатей Милетский, Геродот и Ксенофонт, и трёхъязычной Бехистунской надписи 522 года до н. э., где это название применяется либо ко всему населению Армянского нагорья, либо к древнеармянскому народу, проживавшему в западной части нагорья. В вавилонском тексте надписи вместо «армяне» даётся LUú-ra-áš-ṭa-a-a — таким образом, название здесь применяется также и к урартам.
История государственности армян насчитывает около 2,5 тысячелетий, хотя зачатки армянской государственности уходят ещё глубже. После падения государства Урарту в начале VI века до н. э. Армянское нагорье находилось некоторое время под властью Мидии а после было подчинено Ахеменидами. Историками не исключается возможность существования уже в первой половине VI века до н. э. на бывших территориях Урарту самостоятельного Армянского царства под эгидой Мидии. Р. Хьюсен считает существование Армянского царства ко времени мидийского завоевания достаточно определённым. В составе державы Ахеменидов Армения находилась со второй половины VI века до н. э. до второй половины IV века до н. э. разделённая на две сатрапии — XIII (западная часть, со столицей в Мелитене) и XVIII (северо-восточная часть).

Надгробие армянина Аврелия Каминеса, остров Шолта, III век, Римская империя

В 480 году до н. э. армяне участвовали в греческом походе Ксеркса I. Позже они не были покорены Александром Македонским, но номинально признали его власть. При Александре и некоторое время после его смерти под формальной властью македонян находилась Малая Армения, но уже в 322—321 годах до н. э. здесь сформировалось самостоятельное армянское царство, а во время борьбы диадохов в 316 году до н. э., в долине реки Аракс, образовалось ещё одно независимое армянское государство — Айраратское царство, а позже, в III веке до н. э. — Софенское царство. Софена стала первой среди армянских государств, где начала чеканиться местная монета. Впоследствии оба царства были завоёваны Селевкидами. Уже с III—II веков до н. э. центр политической и культурной жизни армянского народа постепенно переместился в Закавказье в пределы Араратской долины.
После поражения Антиоха III от римлян местный правитель Арташес I в 189 году до н. э. возглавил восстание армян против Селевкидов и провозгласил себя независимым царём основав государство Великая Армения, одновременно свою независимость восстановила и Софена. В 163—162 году до н. э., к юго-западу от Великой Армении, было основано ещё одно армянское царство, Коммагена, где правила одна из ветвей династии Ервандидов. При Тигране II Великом Великая Армения превратилась в крупнейшую армянскую империю, простиравшееся от Каспийского моря до Палестины и Египта. Уже на рубеже I века до н. э. — I века н. э. Страбон сообщает, что все население Армении (от реки Евфрат до берегов Каспийского моря) говорит на одном языке — армянском.

Великая Армения в эпоху правления Тиргана II (95—55 гг.до н. э.)

В 1 году н. э., после убийства царя Тиграна IV и отречения от трона его сестры Эрато, падёт царская династия Арташесидов и в Армении начинается период междуцарствия. До середины I века в стране царствовали римские и парфянские ставленники. По сообщению римского историка, некоторые из них даже были знакомы с «обычаями и образом жизни армян». В 58—63 годах происходила Римско-парфянская война за контроль над Арменией. После поражения Рима по Рандейскому мирному договору Рим и Парфия признали Армению независимым царством, а его правитель впредь снова носил титул царя Великой Армении. На престол Армении вступил брат парфянского царя Вологеза I Трдат I. В стране была установлена новая династия армянских Аршакидов. Последующие попытки Рима уничтожить армянское государство не увенчались успехом. Период вплоть до первой четверти III века являлся сравнительно благополучным в жизни армянского народа, считается, что в этот период армяне не испытывали особого угнетения также в идеологическом отношении. В политическом отношении, однако, Армения являлось буферным государством, и армяне часто были вынуждены лавировать между державными соседями о чём пишет римский историк Тацит в I веке н. э. С 20-х годов III века, после сасанидского переворота в Иране, внешнеполитический вектор страны стал направленным на сближение с Римом. Примерно в 252 году, после сасанидского переворота в Иране, Армения была захвачена Шапуром I. Правителем Армении был назначен его сын с титулом — Vazurg Šāh Arminān — «Великий царь армян». Царская власть Аршакидов Великой Армении была снова восстановлена лишь в 298 году по Нисибисскому договору.
Крупнейшим историческим событием становится принятие Великой Арменией христианства в качестве государственной религии в первые годы IV века. В результате захватнической политики Сасанидов и Рима ко второй половине 370 годов армянское государство значительно ослабло. В 387 году Армения была разделена между Римом и Персией. Раздел Армении, однако, не привёл к распаду давно сформировавшегося армянского народа. В IV—V веках, пройдя многовековой исторический путь, армяне переживали период разложения рабовладельческих и зарождения феодальных отношений. После принятия христианства ещё одним основополагающим культурно-историческим событием становится создание примерно в 405 году армянского алфавита Месропом Маштоцем, чему способствовало также чувство национального единства. Это событие окончательно обеспечивает духовную независимость армян от соседних стран. В 428 году была упразднена царская власть в восточной части Армении, после чего страна управлялась марзпанами иногда выбираемые из числа армянского дворянства. При сасанидском дворе армяне имели и другие привилегии.
После утраты Армянского царства и особенно с середины V века крайне усиливаются религиозные притеснения Сасанидов путём попыток навязать армянам зороастризм. Однако персы не были успешны в своём стремлении ассимилировать сильно индивидуальный армянский народ. В мае 451 года происходит Аварайрская битва, завершившаяся пирровой победой персов, но не приведшая к осуществлению их намерения дехристианизации армян — «Оплакиваю тебя, Армянская страна, оплакиваю тебя, благороднейшая из всех северных (стран), ибо отняты у тебя царь и священник, наставник и учитель; … Ибо мы куда более несчастны, чем тот народ в древности» — писал историк V века Мовсес Хоренаци. Историки эпохи подчёркивали общие проблемы армян того времени, их произведения насыщены чувством национального самосознания.

### Средние века

#### Раннее Средневековье

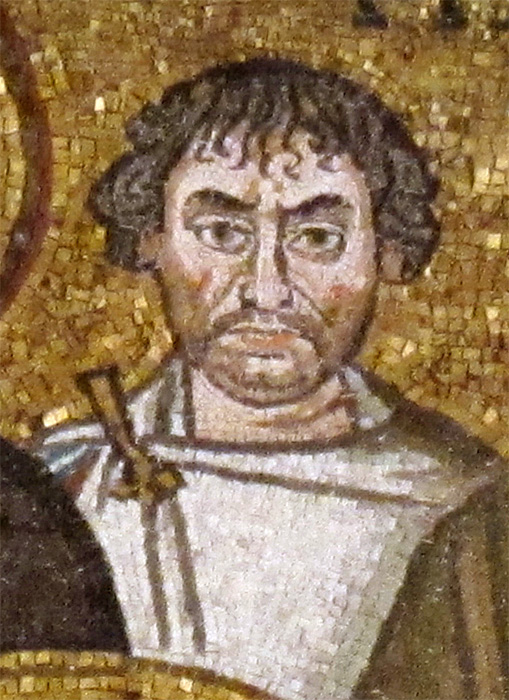
Полководец и влиятельный придворный Восточной Римской империи Нарсес (478—573 гг.)

В конце V века, после очередного восстания против религиозного гнёта Персии, была сделана попытка восстановить Армянское государство, однако безуспешно. Тем не менее в 484 году, после победы в битве при Нерсехапате, армяне сумели обеспечить свою религиозную автономию, когда по Нварсакскому договору Персия признала полунезависимый статус Армении с полной религиозной свободой. Эта самостоятельность позже укрепилась в 554 году, когда Второй Двинский собор отклонил диофизитство, отрезав армян от Запада, к тому времени уже идеологический отделённых от Востока. Почти через столетие, в 572 году, армяне разгромили иранские войска, а значительная часть марзпанской Армении перешла на сторону Византии. С конца VI века Армения перешла к Византии фактически став вассальным государством. В период правления императоров Тиберия и Маврикия происходят насильственные депортации на византийские земли. Тогда, в 578 году, не менее 10 тыс. армян были депортированы в Кипр. Маврикий планировал более масштабную их депортацию, что, в конечном итоге, он осуществил лишь частично. В письме к Сасанидскому шахиншаху Хосрову II он писал, что «народ строптивый и непокорный; живут между нами» и «пока они будут находится в стране своей, до тех пор нам нельзя отдыхать».
В середине VII века армянские земли были захвачены арабами. В 653 году Армения заключила соглашение с Халифатом, по которому страна переходила в политическую сферу арабов, однако получила полную внутреннюю самостоятельность. Армянский князь Теодорос Рштуни был признан автономным правителем Армении и других районов Закавказья. Позднее в составе Халифата была образована обширная провинция Арминия, со включением также Грузии и Аррана, с центром в армянском городе Двин. В течение VIII—IX веков армяне многократно восставали против арабского ига

Армянское царство (885—1045)

Тысячи армян были вынуждены эмигрировать в Византию, где впоследствии многие из них достигали высших государственных должностей и духовных санов вплоть до ранга императоров (Ираклий I, Филиппик, Артавазд, Лев V Армянин, Василий I, Роман I Лакапин, Иоанн I Цимисхий и другие) и вселенских патриархов (Иоанн VII Грамматик, Фотий I Великий, Николай Мистик и другие). В то же время в разных городах и областях империи они проживали ещё с IV—V веков (среди них, например, философ Проэресий, великий полководец Нарсес). Таким образом армяне постепенно стали наиболее влиятельной национальной группой среди негреческого населения Византийской империи (См. также Армяне в Византии и Список византийских императоров армянского происхождения).
После победы армян в Сражении сорока уже с 860 годов Армения снова обладала фактической независимостью. Апогеем национального подъёма, давшим начало новому золотому веку в армянской истории становится 885 год, когда Арабский Халифат в лице халифа Аль-Мутамида и Византийская Империя в лице императора Василия I признают независимость Армении и посылают князю князей Ашоту Багратуни по короне — «…удалось возвести Ашота Багратуни на царский трон Армении. В доме Торгома уже давно было упразднено царское достоинство» — пишет историк X века Мовсес Каганкатваци. На историческую арену приходит восстановленное Армянское царство Багратидов, как отмечает историк рубежа X—XI веков Степанос Таронеци «третье возобновление царства армянского через Ашота Багратуни». Халифат и Византия признают также политическую гегемонию Армении в отношении всех правителей Закавказья. Армянское царство достигает своего наивысшего расцвета при правлении Гагика I. С 1020 годов оно постепенно шло к упадку пока не было окончательно захвачено Византийской империей в 1045 году. В культурном аспекте наступление эпохи ознаменовало начало т. н. Армянского Возрождения продолжавшегося около пяти столетий.

#### Высокое Средневековье

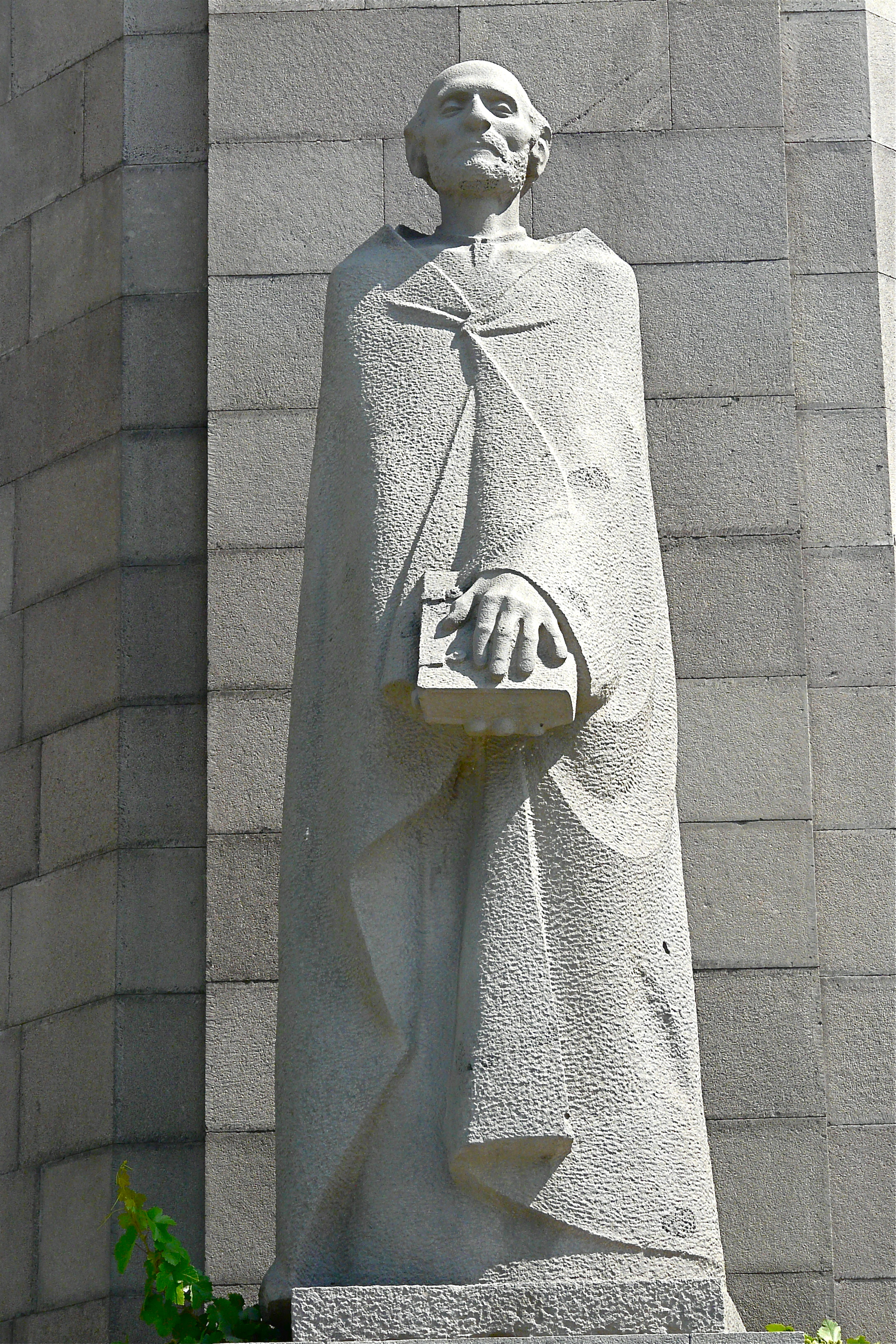
Правовед и писатель Мхитар Гош (1120-1213)

С начала XI века Армения подвергается интенсивному нашествию тюрко-сельджукских племён, приведшим к катастрофе для армянского этноса. Начинается многовековой процесс изгнания или вынужденной эмиграции армян из своей исторической родины. В результате в 1080 году в Киликии армяне образовали независимое княжество, которое в 1198 году при Левоне II преобразовалась в армянское королевство Киликии — «Все армяне радовались, ибо они в лице Левона, благонравного и боголюбивого царя армянского, увидели восстановление и обновление своего государства» — пишет историк XIII века. В самой Армении остатки армянского национально-государственного устройства сохранились только в Сюнике (Зангезуре), Ташире и Нагорном Карабахе. В конце XII—начале XIII века армяно-грузинские войска под командованием рода Закарянов, опираясь на поддержку армянского населения, освобождают Восточную Армению от сельджукского завоевания, где, под сюзеренитетом Грузинского царства, было создано самостоятельное армянское феодальное княжество. Этот период также привело к значительному подъёму экономики и культуры. Однако уже в 1236—1243 годах регион был захвачен монголами а армянская государственность была ликвидирована. Огромных масштабов достигает процесс эмиграции армян из своих исторических земель, начавшийся ещё в предыдущий период. Эмигрировали и некоторые представители передовой культурной элиты.

#### Позднее Средневековье
В 1375 году прекращает своё существование Киликийское армянское государство. После этого главной опорой выживания армянского народа становится национальная церковь.
В конце XIV века Армения подвергается разорительным походам Тохтамыша, а затем Тамерлана. Важным историческим событием становится возвращение престола католикоса всех армян в Эчмиадзин в 1441 году. В XV веке страна находилась в пределах государств кочевых племён Кара-Коюнлу и Аг-Коюнлу. Эта эпоха также сопровождался эмиграцией армян, массовым истреблением населения и разрушениями. Уже в середине XVI столетия армянские католикосы стали предпринимать первые политические усилия с целью освобождения Армении с помощью европейских государств. В XVI—XVII веках Армения стало ареной ожесточённых войн между Османской Империей и Государством Сефевидов. В 1604—1605 годах персидский шах Аббас организовал насильственную депортацию населения закавказской Армении, в ходе которого в глубь Персии было изгнано свыше 250 тыс. человек — «…царь персов шах Аббас первый выселил армянский народ из коренной Армении и погнал их в Персию с целью опустошить страну армян и застроить страну персов, уменьшить [численность] народа армянского и увеличить — персидского» — пишет современник. Событие вошло в историю как «мец сургун» — «великое изгнание», и привело к резкому сокращению армянского населения Восточной Армении. Состояние армян было тяжёлым и в пределах Османской Империи. Так, например, армяне, как зимми, с конца XVI века должны были носить головные уборы специального цвета, отличающие их от мусульман. Угнетение армянского народа на национально-религиозной почве усиливает их стремление к освобождению и воссозданию армянской государственности.

#### Армяне в Восточной Римской империи (Византии)

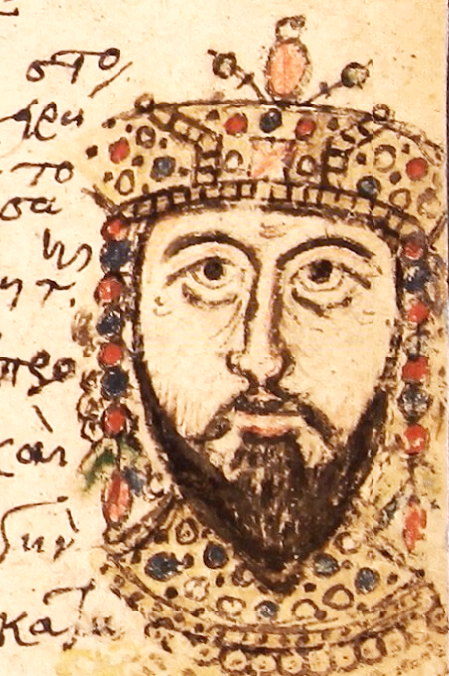
Император Лев V Армянин (813-820)

Множество византийских императоров, полководцев, патриархов, представителей купечества, чиновничества и деятелей культуры были этническими армянами. По предположению А. Каждана, около 10—15% византийской аристократии имело армянское происхождение. Д. Лэнг полагал, что многие из них сохранили армянскую идентичность. Император Ираклий был даже миафизитом, так же как и другой император армянин Вардан Филиппик. Святая императрица Феодора и её сын Михаил III происходили из армянской аристократии Мамиконянов. Также армянское происхождение имели многочисленные другие византийские аристократические роды, среди которых Лакапины, Куркуасы, Гаврасы, Заутцы и т. д. Армянское или частично армянское происхождение имели все византийские императоры от Василия I до Василия II (867—1025).
Религия в те времена играла ощутимую политическую роль, и из-за различных религиозных доктрин армян, Византия часто действовала в ущерб армянской государственности и угрожала её независимости. Тем не менее довольно часто византийские императоры совершали походы в Малую Азию, захватывая земли и переселяя крупное армянское население на более безопасный запад империи, преимущественно во Фракию, таким образом спасая армян от пришлых арабов-мусульман, а в дальнейшем и турок-сельджуков. Из этих областей позже вышли целые династии выдающихся императоров. Дабы покончить с этим религиозным разрывом, некоторые константинопольские патриархи, такие как армянин Фотий I Великий обосновали ложные утверждения, отождествляя монофизитство с православием. Известно, что именно при патриархе Фотии (который сам не являлся православным, но играл в зарождении православия ключевую роль) в Византии начали почитать Григория Армянского. Тот же «фальсификатор» Фотий возводил родословную Василия I из армянской крестьянской семьи к армянским царям Аршакидам. Меж тем, Василий I Македонянин, занявший византийский трон в 867 году, являлся основателем Македонской династии, которую так же называют Армянской. Василий воплощал в себе то сильное влияние, которое армяне оказывали на Восточную Римскую империю. И действительно, в рамках Византийской империи сосуществовало множество различных групп населения, отличающихся по национальному и языковому признакам, но только армянам было позволено поддерживать свою собственную культуру. Примечательно, что при этой династии армянский язык был вторым официальным наряду с греческим. Самым ярким представителем этой династии, при котором Византия добилась могущества и расцвета, был армянин Василий II. Своим правлением он окончательно разрушил армянскую государственность и отвоевал у арабов всю Западную Армению. Он перевёл множество армян во Фракию под Филиппополь (Пловдив), а болгар в Армению.

### Новое время

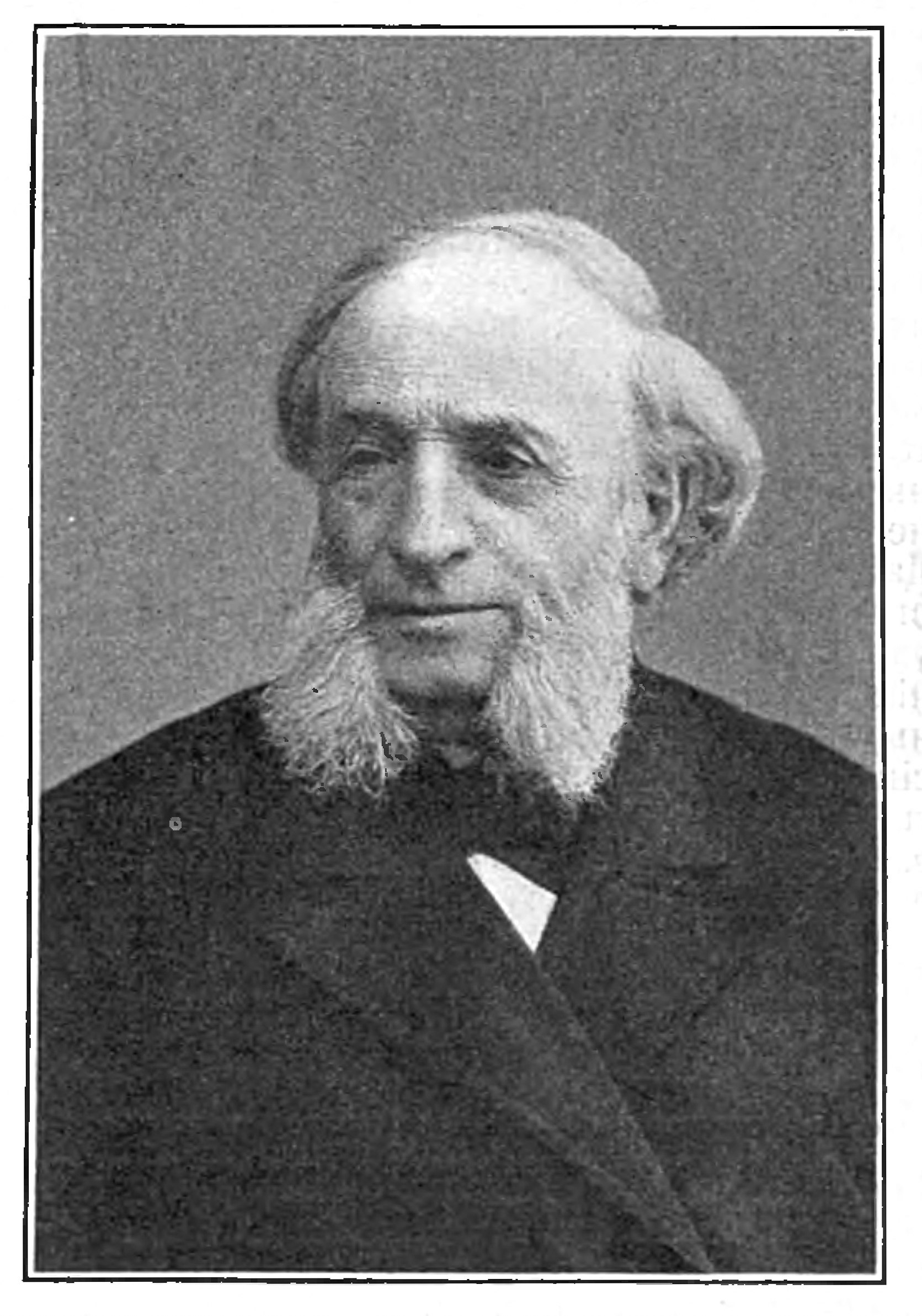
Иван Айвазовский

В конце XVII—начале XVIII столетия главной фигурой национально освободительной борьбы становится Исраэль Ори искавший политических союзников сначала в Западной Европе затем в России. В 1722 году армяне Сюника и Нагорного Карабаха подняли восстание против персидского господства. Восстание возглавляли Давид Бек и Есаи Гасан-Джалалян сумевшие на несколько лет свергнуть иранское господство. К середине XVIII века практически только в Нагорном Карабахе сохранились остатки армянского национально государственного устройства в лице Меликств Хамсы, как отмечает российский документ XVIII века «в области Карабагской, яко едином остатке древния Армении сохранявшем чрез многие веки независимость свою…». Армянское национально-освободительное движение оживляется во второй половине XVIII столетия. В 1763 году с помощью армянских меликов Карабаха пытался организовать движение против персидско-турецкого ига Иосиф Эмин. Уже в 1773 году Мовсес Баграмян выдвинул первую армянскую политическую программу, предусматривающую вооружённое освобождение Армении, установление конституционной монархии и парламентское правление. Чуть позже в 1788 году Шаамир Шаамирян в труде «Западня честолюбия» изложил республиканские принципы будущего независимого армянского государства. В труде «Ншавак» Шаамирян предлагал создать временное армянское поселение на юге России, в качестве основы для дальнейшего возвращения в Армению.
Важнейшим историческим событием нового времени становится присоединение Восточной Армении к России в начале XIX века. Так, в 1801 году были присоединены Лори и некоторые другие территории, в 1805 году также Карабах, Зангезур и Ширак. Процесс окончательно завершился в 1828 году подписанием между Персией и Россией Турменчайского мирного договора, по которому к России присоединялись Эриванское и Нахичеванское ханства. В 1829 году, после русско-турецкой войны, был подписан Адрианапольский мирный договор, по которому Россия возвращала Османской Империи почти все территории занятые им в Западной Армении. Несмотря на планы армянской политической элиты России (Лазаревы, Аргутинские-Долгорукие) создать автономное армянское княжество под русским протекторатом, империя образовала здесь лишь Армянскую область.

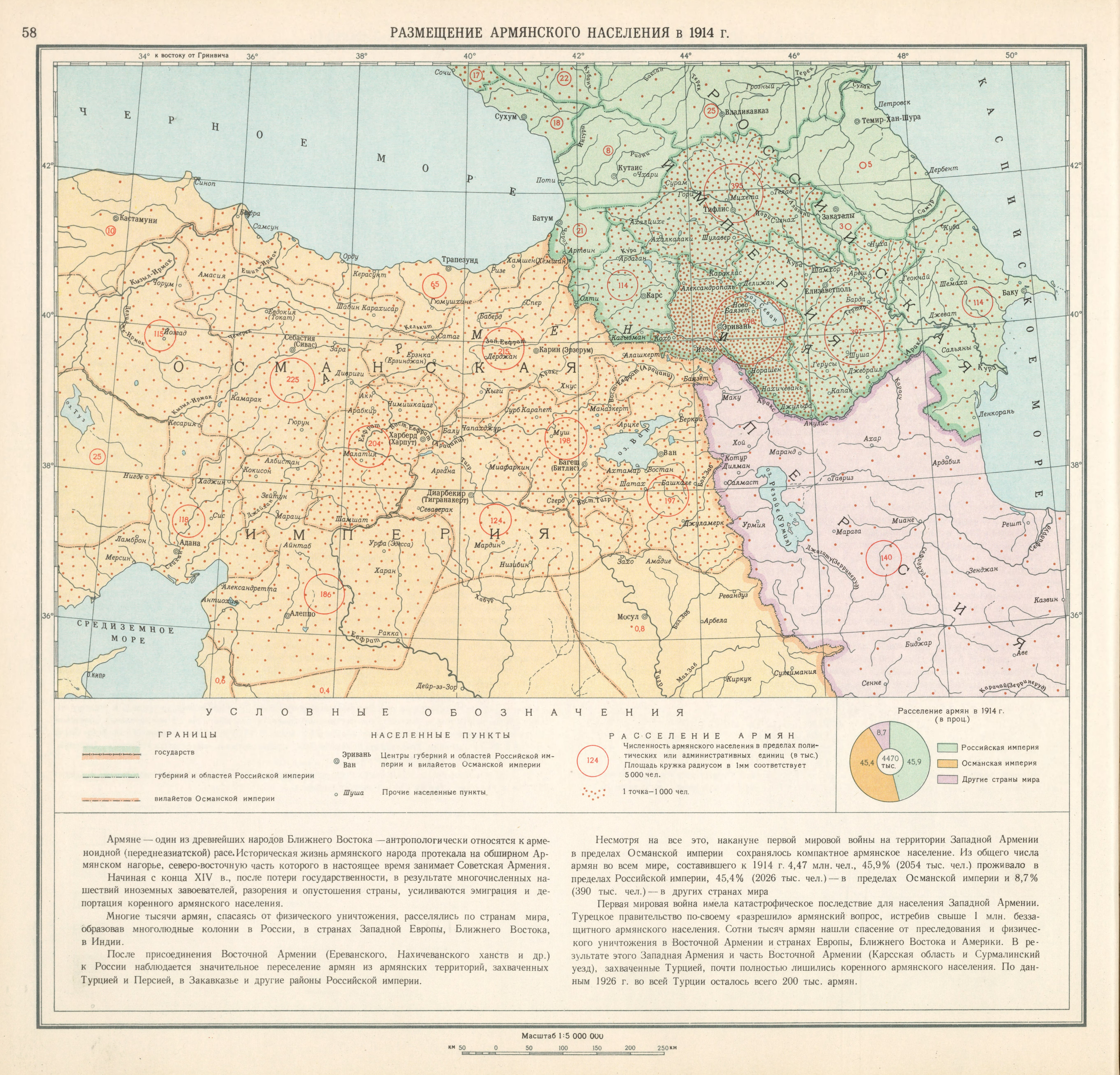
Карта расселения армян в 1914 г.

В середине XIX века начинается новый подъём армянской общественно-политической мысли, усиливается армянское национальное движение. Среди западно-армянской политической и общественной элиты возникает идея создания национальной конституции, имеющей целью более беспрепятственного развития армянской нации, а также для создания основы конституции будущего армянского государства. В 1860 году османский султан подписал Армянскую национальную конституцию (примечательно, что к этому времени у самого османского государства ещё не было своей конституции). Уже в 1880 годы, при режиме султана Абдул-Гамида II, она была отменена. После Русско-турецкой войны 1877—1878 годов, во время которого армяне всецело помогали русской армии, Карс и окраинные области были присоединены к России. Подписанием Сан-Стефанского мира на повестке международной дипломатии появляется армянский вопрос. Армянский вопрос обсуждается и в последовавшем Берлинском конгрессе 1878 года. Однако султан Абдул-Гамид II, опасаясь создания независимого армянского государства, открыто избегал от осуществления данных им обязанностей проведения реформ. Все дальнейшие дипломатические обещания также не были выполнены. В 1885 году была создана первая армянская политическая партия «Арменакан», в 1887 году социал-демократическая партия «Гнчакян», а в 1890 году — «Дашнакцутюн». В 1894—1896 годах в ответ на протесты армян султан Абдул Гамид II организовал массовые убийства, унёсших жизни от 50 до 300 тысяч человек.

Карта геноцида армян

Хотя состояние восточного (Российской Империи) армянства было несравнимо лучше, но и здесь к концу XIX столетия царизм прибегнул к ряду антиармянских политических мер в чём-то схожие с антисемитскими. Так, например, в конце 1880-гг. почти все армяне были отстранены с высших государственных должностей. В 1885 году закрываются также армянские школы, a в 1889 году из школьного обучения исключается курс истории и географии Армении. В 1903 году царские власти конфисковали имущество армянской церкви.
В 1908 году в Османской Империи к власти пришли младотурки, объявившие конституционное правительство. Между тем, с самого начала они начали вести крайне шовинистическую политику. В 1909 году происходит резня армян в Киликии, унёсшая жизни несколько десятков тысяч человек.
Первая мировая война стала самым трагичным этапом в истории армян. В течение 1915—1918 годов и последующих послевоенных лет властями Турции в Малой Азии, на Армянском нагорье был организован и осуществлён Геноцид армян — Мец Егерн — в ходе которого, по преобладающему мнению, погибло от 1 до 1,5 млн армян. Впервые за несколько тысяч лет армянский народ полностью лишился западной и значительной части своего исторического ареала, их огромное имущество было присвоено турецким государством. Сотни тысяч армян, спасаясь от физического уничтожения, вынужденно эмигрировали в разные страны мира, ещё более умножив численность армянской диаспоры.

### Новейшее время
После распада Российской империи, в мае 1918 года в закавказской Армении была провозглашена независимое государство Армения. Восстановленная армянская государственность стало реальностью благодаря героическим сражениям армянского народа в Сардарапате, Баш-Апаране и Каракилисе против турецких войск, нападавших на вновь возникшее государство.
В апреле 1920 года был подписан Севрский мирный договор, по которому Армения получала почти все свои западные области вплоть до Эрзрума и Вана; кроме того, она получала выхода к Чёрному морю. Севрский договор, однако, фактически так и не вступил в силу (позже был пересмотрен на Лозаннской конференции). Первая Республика Армении пала в конце 1920 года под ударами Турции и большевиков.

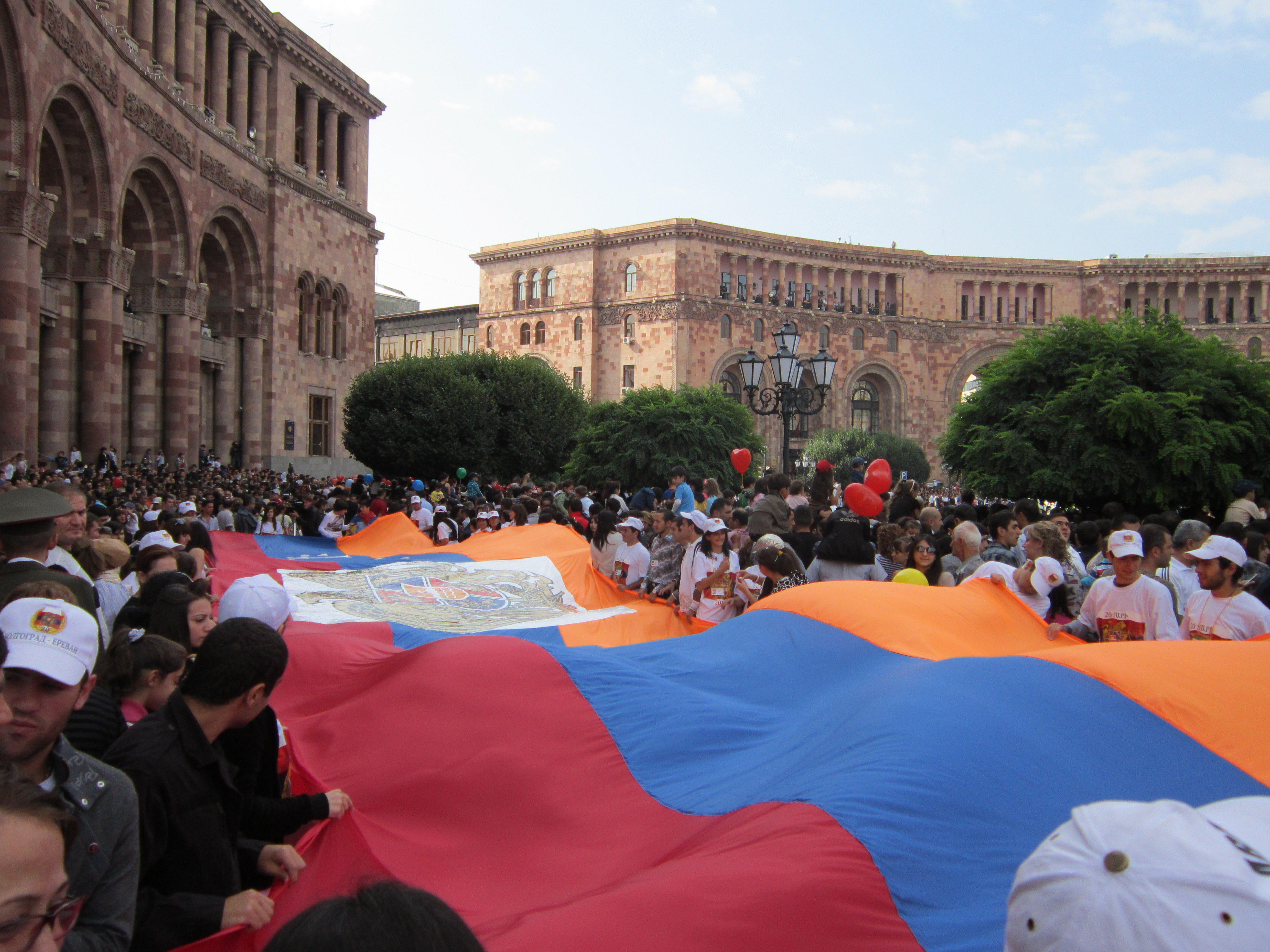
Празднование Дня независимости, Площадь Республики, 2015 год

В ноябре 1920 года в Армении была установлена советская власть. В 1921 году был подписан Московский договор, по которому советская Россия уступила Турции преимущественно армянонаселённую Карсскую область и Сурмалинский уезд вместе с горой Арарат — в настоящий момент этим договором определяется прохождение границы между Арменией и Турцией. Область Нахичевань была передана под протекторат Азербайджанской ССР. В июле того же года Нагорный Карабах с 94%-ным армянским населением был включён в состав советского Азербайджана. В 1920—1940-гг. Армении коснулись все те репрессии, которые имели место при сталинском режиме. Были депортированы в Среднюю Азию 25 тыс. армян, репрессированы сотни представителей передовой национальной интеллигенции. В 1941—1945 гг. 450 тыс. армян приняли участие в Великой Отечественной войне, из них 106 были удостоены звания Героя советского союза, в рядах советской армии находились более 60 генералов-армян, а также 4 маршала. В 1965 году в 50-ю годовщину Геноцида армян, впервые в истории советского времени, в Ереване прошли многотысячные несанкционированные народные манифестации. Примерно в то же время были организованы первые подпольные антисоветские организации, имеющие своей целью достижения независимости Армении.
В 1988 году армянский народ объединился вокруг идеи миацум — воссоединения Нагорного Карабаха с Арменией. В конце февраля 1988 года в азербайджанском городе Сумгаит произошёл армянский погром, унёсшей жизни, по официальным данным, около 30 человек. В январе 1990 года был осуществлён погром армян в Баку, жертвами которой стали десятки невинных граждан. 2 сентября 1991 года, после более трёхлетнего противостояния с советским Азербайджаном, Нагорный Карабах (НКАО) объявил о своей независимости, провозгласив Нагорно-Карабахскую Республику. 21 сентября 1991 года, по результатам референдума, была провозглашена независимость Армении от СССР. Таким образом Армения восстановила свой суверенитет 1918—1920-гг. В октябре того же года первым президентом Армении был избран Левон Тер-Петросян. С начала 1991 года карабахский конфликт перерос в полномасштабную войну, продлившуюся почти четыре года и закончившуюся в мае 1994 года полной военной победой армян. В ходе вспыхнувшей в 2020 году 44-дневной войны Нагорно-Карабахская Республика потеряла значительную часть территории, после чего формально просуществовала ещё три года, до полного своего упразднения по итогам проведённой Азербайджаном военной операции. К началу октября 2023 года регион покинуло почти всё армянское население.

## Численность и расселение

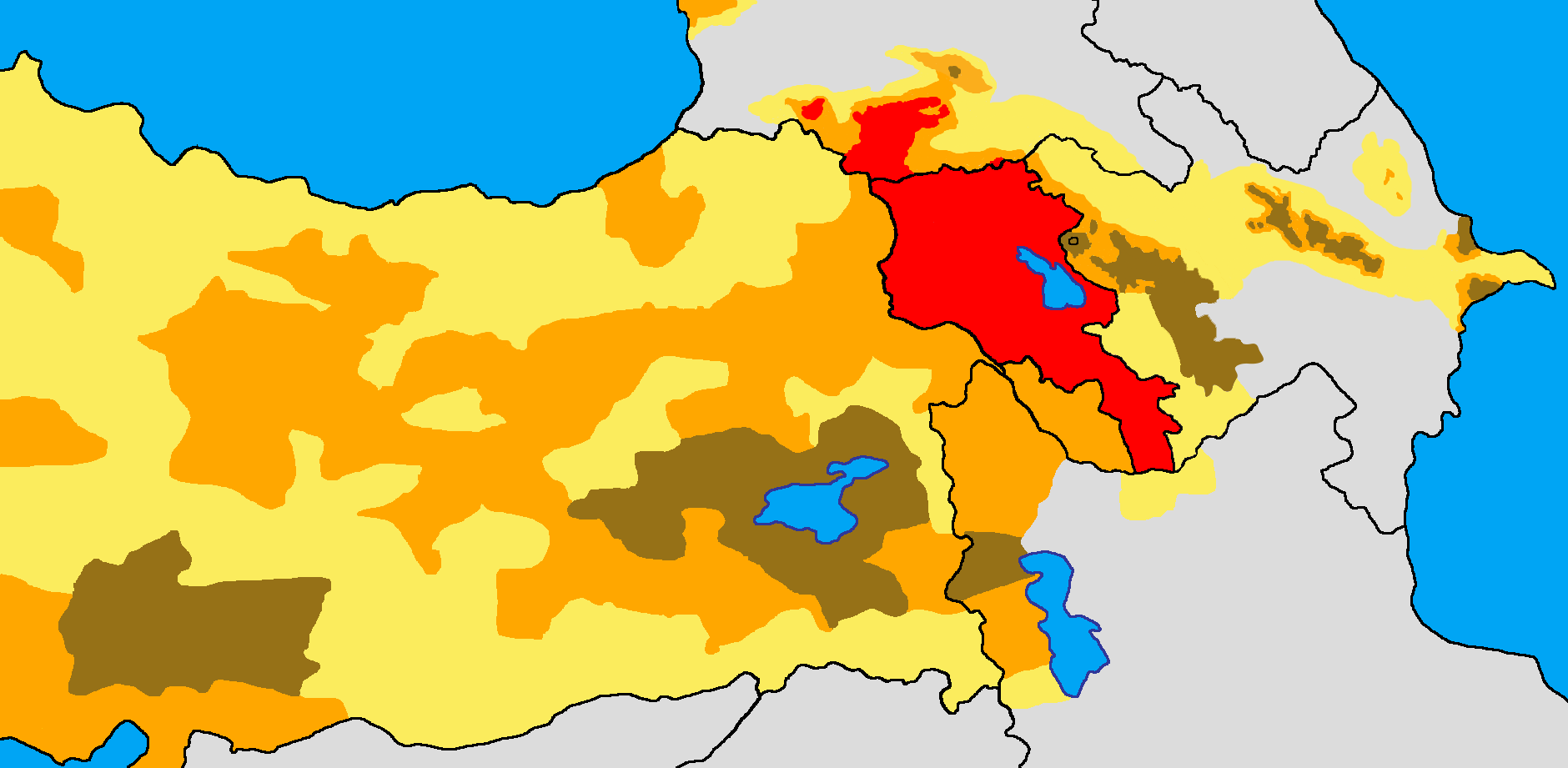
Географическое распределение армян.
Территория поселения армян в начале XXI века.
Территория поселения армян в начале XX века:
более 50 %
25-50%
меньше 25 %

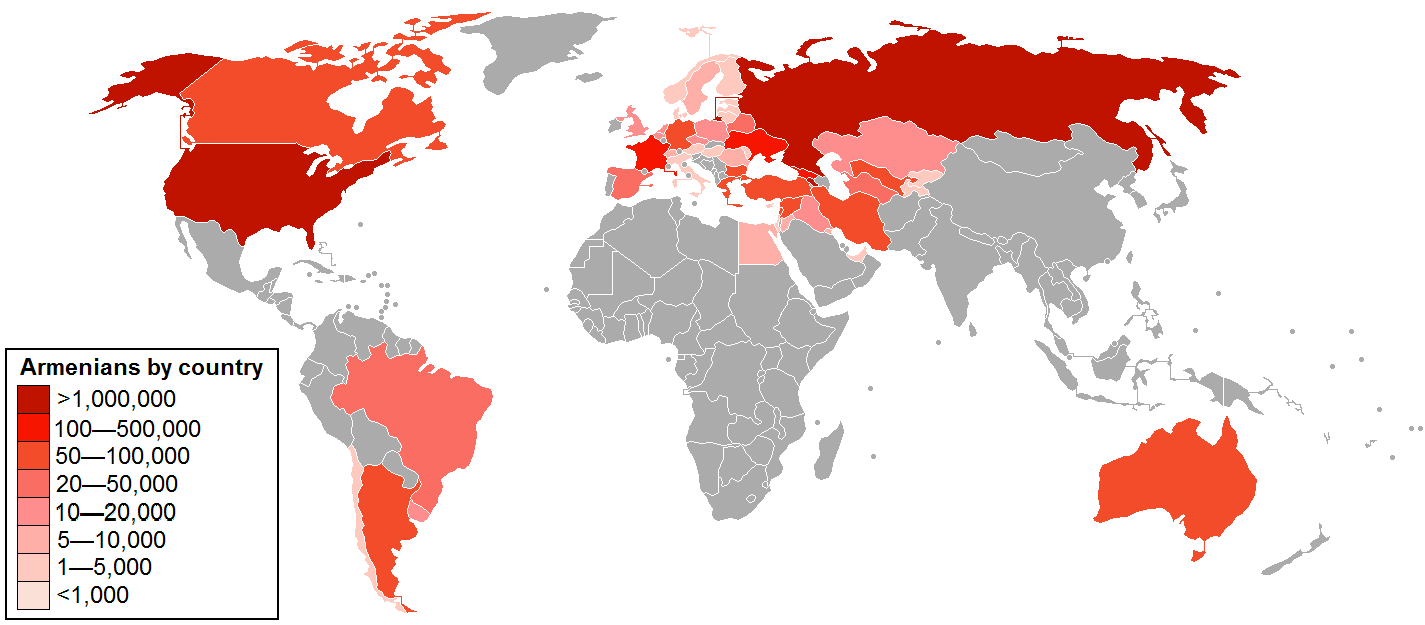
Карта расселения армян в мире

По разным оценкам численность армян в мире составляет до 12—14 миллионов человек, из которых лишь меньшая часть проживает в Республике Армении (около 3 млн чел., 98,1 % населения республики).
Ввиду исторических обстоятельств армяне достаточно давно живут за пределами Армении. Крупные центры армянской диаспоры существуют в России (около 1,5 млн чел.), Франции (около 0,8 млн чел.), Иране (до 0,5 млн чел.), США (от 0,5 до 1,5 млн чел.), в Грузии (250 тыс. чел., составляя там 5,7 % населения в 2002 г., без учёта Абхазии и Южной Осетии), на Украине (100 тыс.), в Польше (около 100 тыс. по происхождению), в странах Ближнего Востока (до 0,5 млн), Канаде (до 100 тыс.), Аргентине (от 130 до 180 тыс.), Бразилии, Австралии. Значительное количество армян проживает также в непризнанной Республике Арцах (по переписи 2005 года около 137,4 тыс. чел., составляя там до 99 % населения). Часть армян, в основном ассимилированная и исламизированная (см. хемшилы и криптоармяне), проживает в Турции, преимущественно в Стамбуле, а также в исторической Западной Армении на востоке Турции, откуда большая часть армян была изгнана или истреблена (до 1 — 2 млн чел. убитых) Османской империей в ходе геноцида армян в годы Первой мировой войны.
Дэвид Лэнг в своей книге «Armenia: Cradle of Civilization» («Армения: Колыбель цивилизации») отмечает:
Вклад армян в цивилизацию несоизмеримо велик по сравнению с их численностью.
При подсчёте численности армян в диаспоре (по-армянски «спюрк») используются различные методы, принятые в различных странах. На цифры, указывающие количество армян, накладывает отпечаток стремление ряда стран преувеличить численность титульной нации в стране, преуменьшая численность национальных меньшинств, недопущение меньшинств во властные структуры и иные действия или обязательства, вытекающие из этого. Во многих странах интервал между минимальной и максимальной оценкой колеблется во много раз, что и вовсе ставит под сомнение наличие какого-либо подсчёта или учёта этнической принадлежности граждан страны. Во многих странах мира учёт ведётся лишь в первом поколении иммигрантов, впоследствии в следующем поколении полностью исключая их из этнической группы. По оценкам ряда демографов, оценки, приводимые официальной статистикой, политизированы и не соответствуют действительности.
Армянская диаспора в совокупности лиц, «официально признанных армянами», «не скрывающими свои армянские корни», «не афиширующие своё происхождение» и «вынужденно скрывающие армянское происхождение» может достигать отметок, в несколько раз превосходящее число армян аффилированных в диаспоре.

## Армянская диаспора

### Армяне в Западной Европе

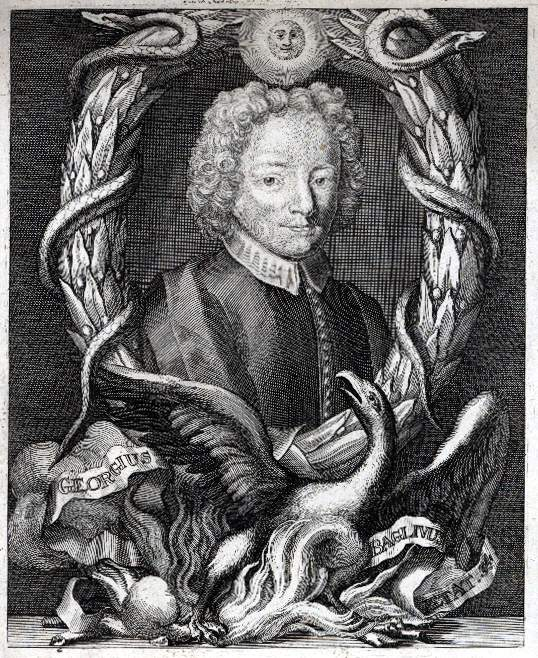
Джорджо Бальиви (1668—1707), итальянский врач и учёный

Армянская община Италии — одна из древнейших в истории армянской диаспоры. Наиболее ранние сведения о проживании на территории нынешней Италии армян относятся к периоду между II—I веками до н. э. В IX—X веках в Италию переселяются многие армяне из Македонии — потомки изгнанных из Армении павликиан. В X—XI веках армяне строили церкви в Бари и Таранто. Более значительная армянская община Италии начинает формироваться с XII—XIII столетий, в том числе и в результате тесных торговых связей между Киликийским армянским царством и итальянскими городами-республиками Генуя, Венеция и Пиза. В XIII веке численность армян в Италии ещё больше увеличивается из-за новой волны эмиграции из Армении, находящейся под тяжким иноземным игом. В Венеции формируется армянская торгово-ремесленная колония. В 1423 году был построен первый армянский монастырь в Риме. Именно в Италии в 1512 году зародилось армянское книгопечатание. С XV—XVI веков начинается процесс католицизации западноевропейских армян и их частичная ассимиляция. Важнейшим событием в истории армян Италии становится основание в 1717 году Мхитаристского аббатства в Венеции, ставшего важнейшим центром развития арменоведения.
Проживание армян во Франции насчитывает долгую историю. Согласно упоминаниям исторических источников, армяне проживали во Франции со времён раннего средневековья. Так, сообщается о неком епископе Симоне, который в 591 году посетил город Тур. В церкви св. Марты в Тарасконе был обнаружен надпись с армянским алфавитом без букв Օ и Ֆ, что даёт основание датировать его периодом до XIII века. Более тесные связи между армянами и французами были сформированы в период крестовых походов и Киликийского армянского царства, особенно при династии Лузиньянов. В XV—XVI столетиях армянские общины сформировались в Марселе, Париже, Бурже. Армянская средневековая надпись сохранилась на одном из колонн Буржского собора.

### Армяне на Руси и в Восточной Европе

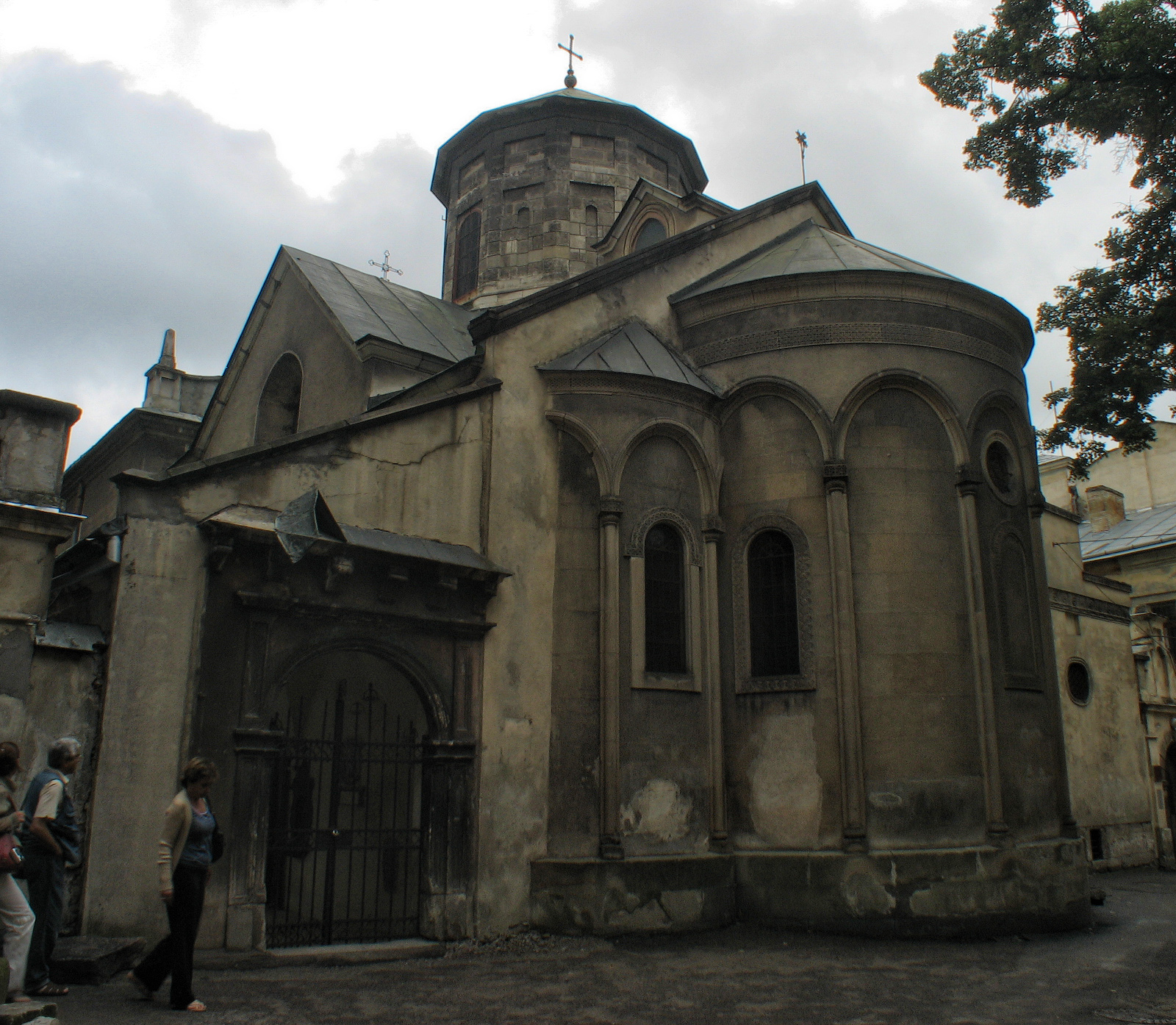
Армянский кафедральный собор Львова, 1363—1370 гг.

Армяне появились на территории Руси с XI века. Самое раннее упоминание армян в древнерусских источниках обнаруживается в Новгородском кодексе — древнейшей сохранившейся книге Руси. Самое ранее известное сообщение о проживании армян в Москве относится к 1390 году. С XIV—XV столетий армяне играли значительную посредническую роль в торговле России со странами Востока. В 1555 году царь Иван Грозный назвал один из храмов комплекса Храма Василия Блаженного храмом Григория Армянского. В 1779 году армяне выходцы с Крымского полуострова основали город Нахичевань-на-Дону. В 1815 году армяне основывают в Москве Лазаревский институт восточных языков.
Уже в Высоком средневековье армяне проживали в Киеве и Львове. Князь Лев Данилович после основания Львова в XIII столетии призвал туда армян наделяя их некоторыми привилегиями (См. также Средневековый Львов#Армяне). В 1363—1370 гг. средствами армянских купцов здесь строится Армянский кафедральный собор. В 1367 году было основано также армянское епископство. Численность армян ещё более умножилась после падения армянского царства в Киликии в конце XIV века. Ещё в 1344 и 1356 годах польский король Казимир III Великий предоставил армянам судебное самоуправление. Численность армян в Польском королевстве продолжала расти за счёт продолжающейся эмиграции из Армении находившимся под тяжким иноземным игом. В 1519 году польским королём Сигизмундом I был утверждён Статут львовских армян. С 1630 года существовала Львовская армяно-католическая архиепархия.
При императоре Василии II в конце X века многие армяне были переселены из подвластных Византии армянских областей в Македонию «… последний вознамерился переселить часть армян, находившихся под его владычествот, в Македонию, [дабы поставить их] против булхаров [и дать им возможность заняться] устройством страны.»— пишет историк рубежа X—XI веков.
В средние века в Восточной Европе жили такие армянские знаменитости, как писатель Шимон Зиморович (основоположник реализма в польской литературе), художники Шимон Богушевич, Богдан Салтанов, господарь Молдавского княжества Иоан Водэ Лютый и многие другие.

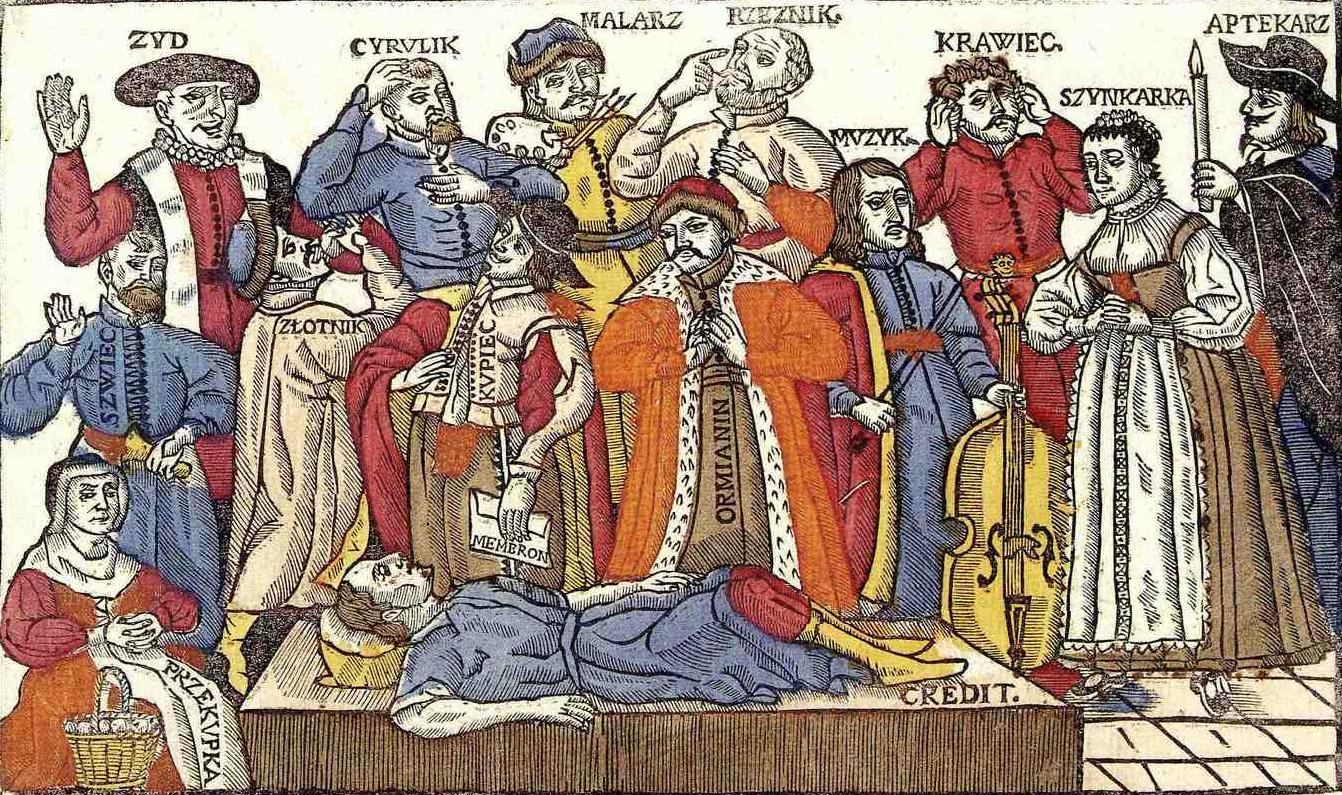
Художественное изображение армянина (Ormianin) среди представителей населения Речи Посполитой, 1655 год
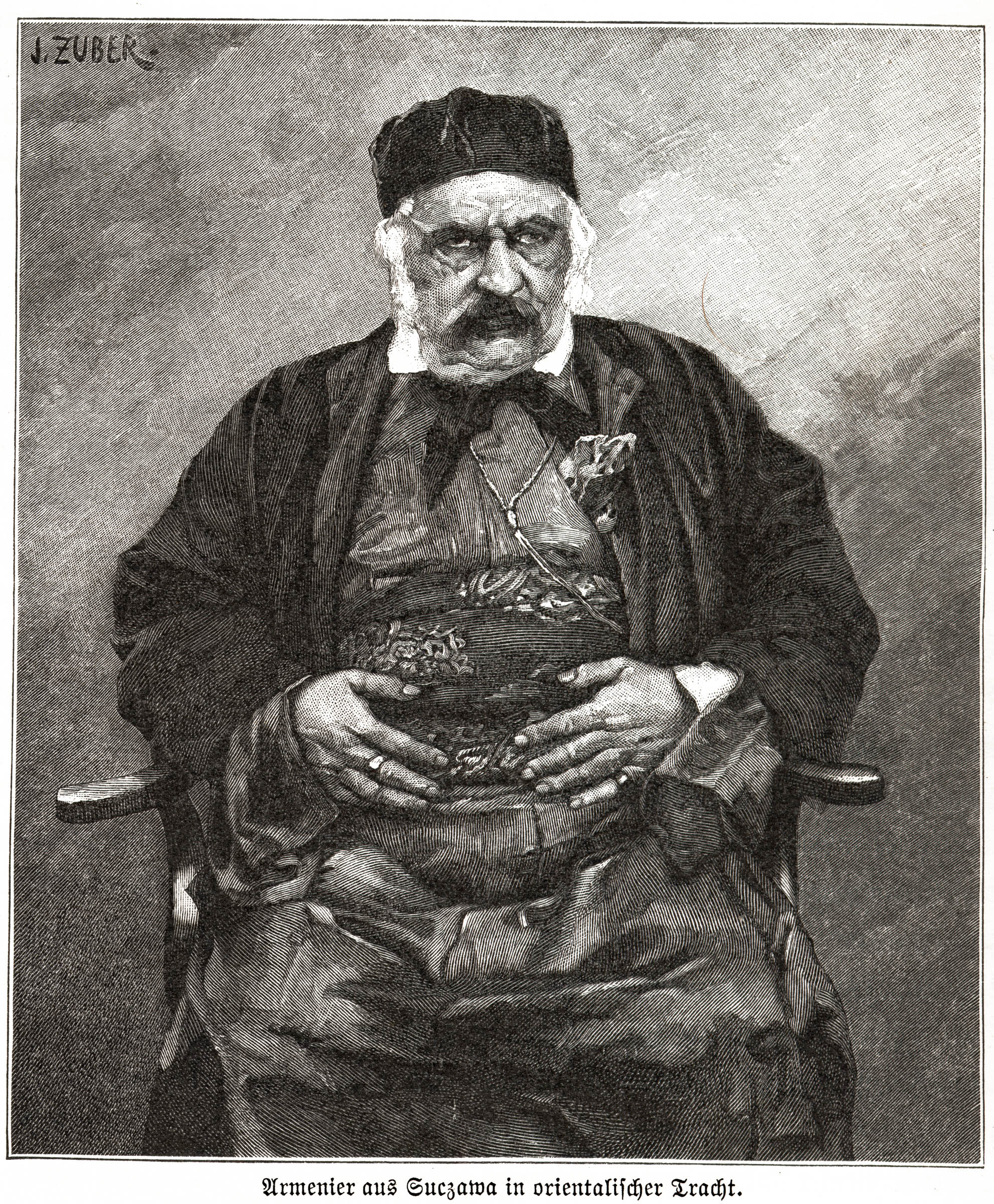
Армянин из Сучавы, Румыния
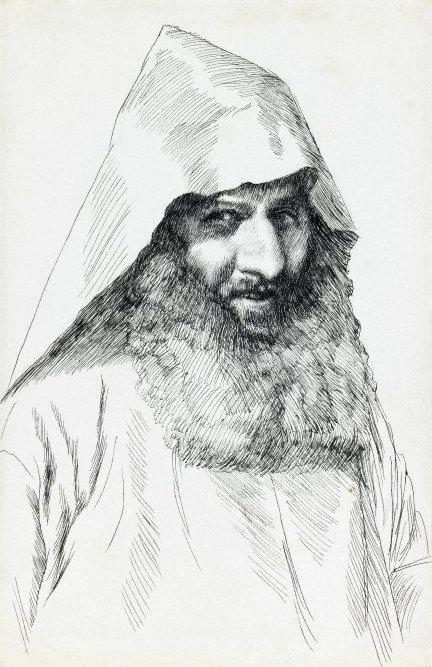
Армянский священник, худ. Дж. Тиссо
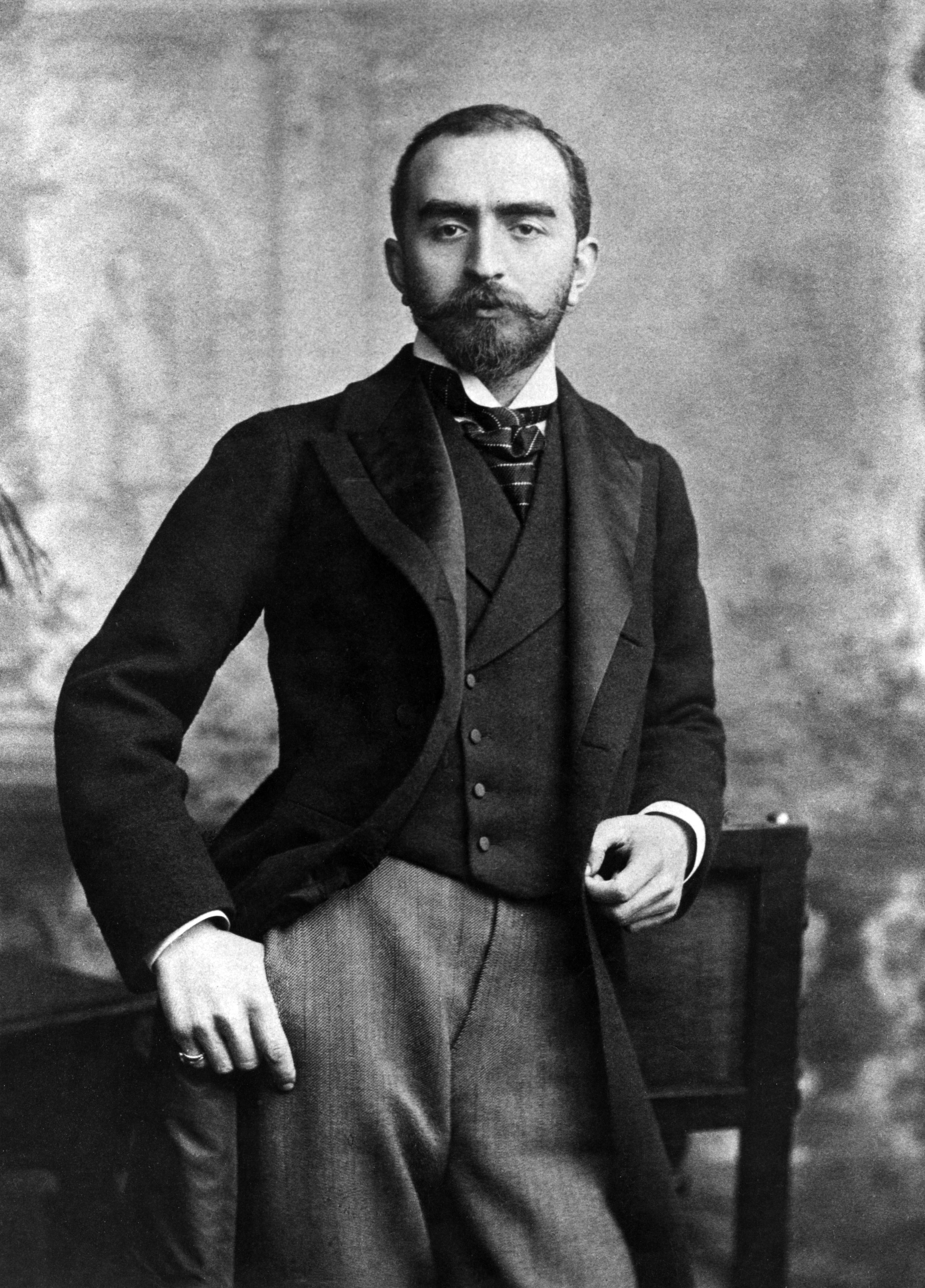
Галуст Гюльбенкян, миллиардер, один из крупнейших нефтяных магнатов первой половины XX века
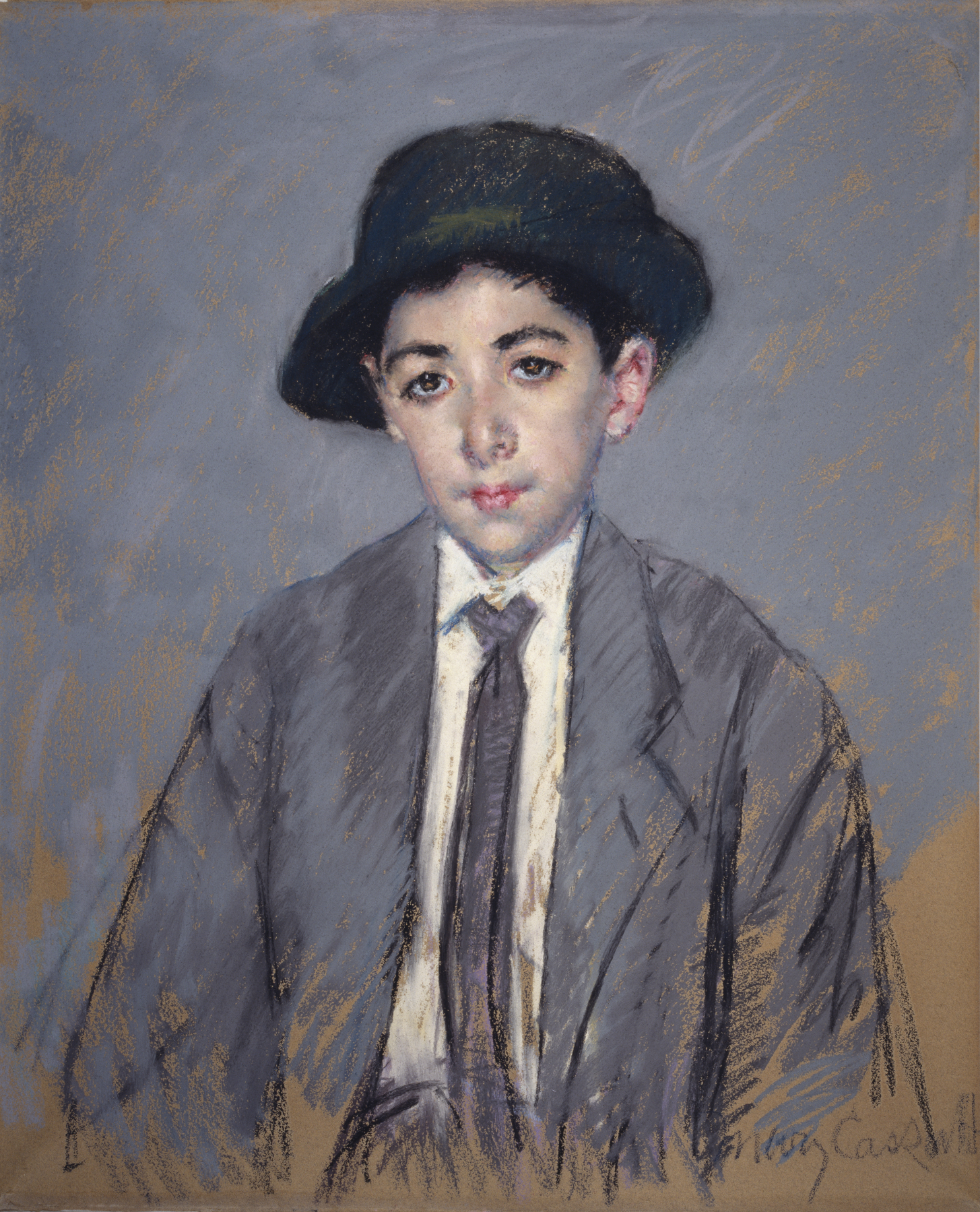
Портрет молодого армянина, худ. М. Кэссетт
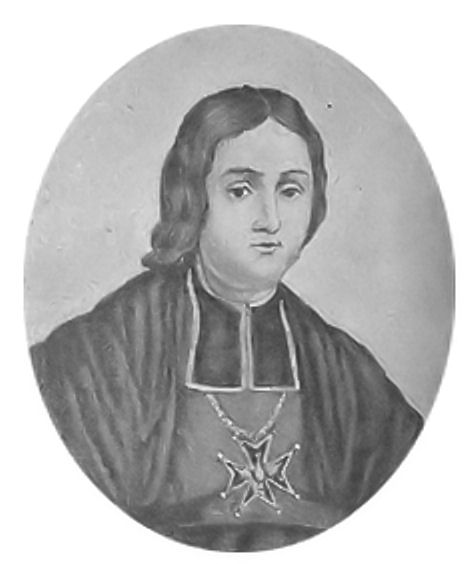
Шимон Шимонович, польский поэт, филолог и деятель культуры, XVI век

### Армяне в странах Азии

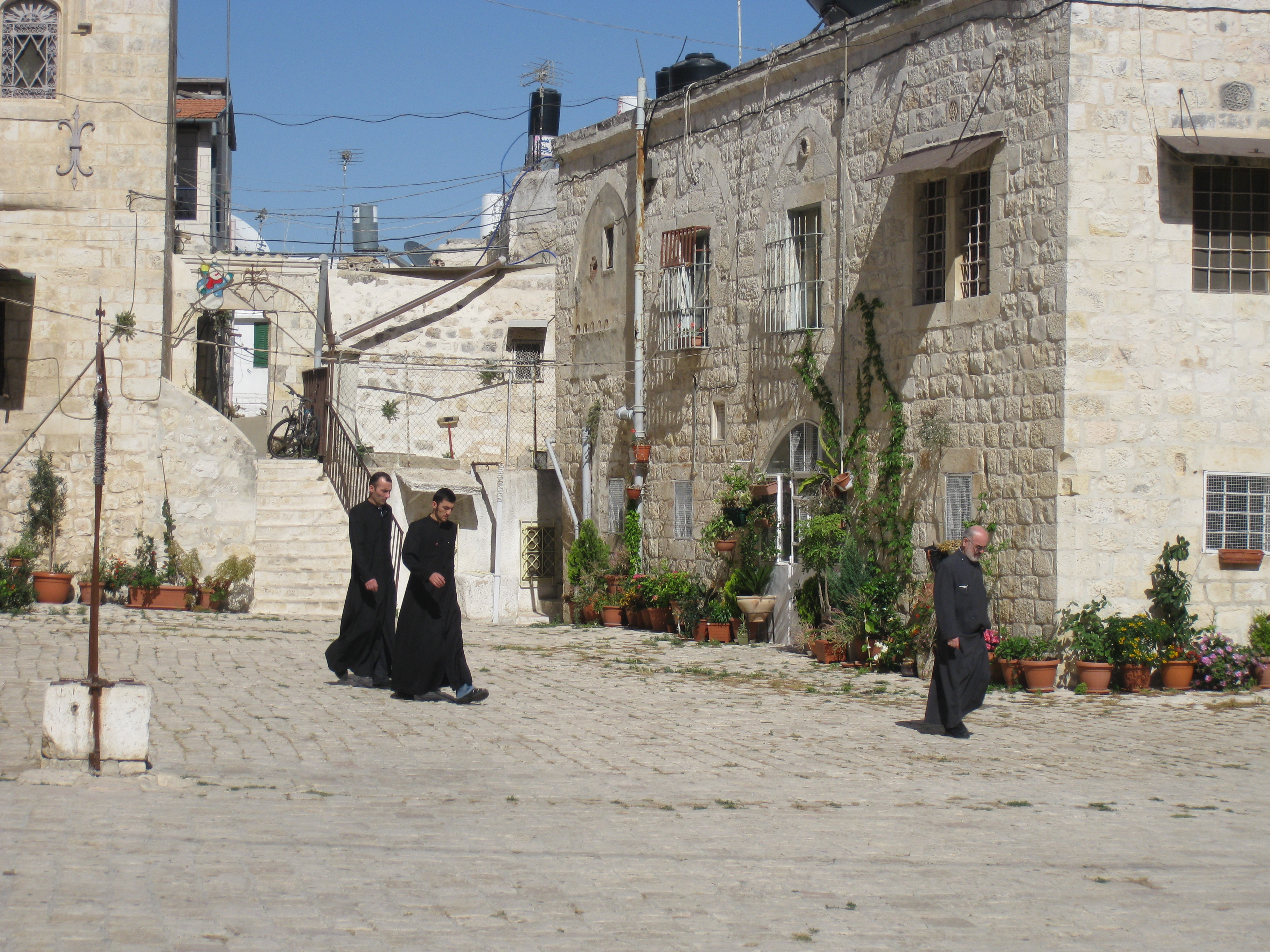
Армянский квартал — один из четырёх кварталов Старого города Иерусалима

Большая часть восточной половины современной Турции составляют территории исторической Армении. Согласно данным армянской патриархии, в начале XX века в Османской империи проживало около 2 100 000 армян, согласно официальной турецкой статистике 1 295 000 человек. В 1885 году армяне составляли 17 % населения Стамбула. Армянское население Турции было истреблено в годы Первой мировой войны в результате спланированной акции геноцида. По официальной статистике ныне в Турции остались около 60 000 армян.
Значительное армянское население в Грузии проживало уже в средневековье. К началу XIX века некоторые армяне живущие в Грузии были потомками иммигрантов из Западной Армении.
Первые армяне появились на территории современного Израиля в I веке до н. э., когда царь Тигран Великий присоединил эту территорию к Армении. Численность армян умножилась с раннего средневековья. В VII веке Анастас Вардапет в труде «О монастырях в святом городе Иерусалиме», описал семьдесят армянских монастырей и их местоположение в Иерусалиме. С приходом крестоносцев община стала ещё более разрастаться. С этого времени в Иерусалиме постепенно начало образоваться армянский квартал, один из четырёх кварталов старого города. Храм Гроба Господня, разделённый между шестью конфессиями христианской церкви, принадлежит также армянской церкви. Армянам полностью или частично принадлежат и другие важнейшие памятники общехристианского значения на Святой земле, среди которых Базилика Рождества Христова.
Одной из древнейших армянских общин в странах Ближнего Востока является армянская община Ирана. Ещё в середине IV века Шапур II пленил и изгнал из Армении в Персию десяток тысяч армян и евреев. Себеос в VII веке сообщает, что в VI столетии «Смбат Багратуни отправившись в Гирканию, находит там Армян, забывших свой язык, и назначает им епископом Абеля». Нынешняя община главным образом был формирован в начале XVII столетия, когда шах Аббас I депортировал туда из закавказской Армении 250 тыс. армян. 4 армянских памятника ныне находящихся на территории Ирана включены в Список объектов Всемирного наследия ЮНЕСКО в Иране
В IX—XI веках обнаруживается армянское присутствие в Египте в эпоху Тулунидов и Фатимидов, постепенно создаются многочисленные церкви и монастыри. Первым премьер-министром в истории Египта стал армянин Нубар-паша, занимавший эту должность трижды: с 1878 по 1879 годы, с 1884 по 1888 годы и с 1894 по 1895 годы. Первым министром иностранных дел Египта также был армянин, Погос-бей Юсефян, занимавший эту должность с 1826 по 1844 годы.

### Армяне в Америке
|                                                                                  |  |
| 1. Армянская церковь Святой Марии в Торонто, Канада 2 . Город Армения в Колумбии |  |

Возникновение армянских общин в Северной и Южной Америке есть последствие ряда катастрофических событий, искоренивших армянское население Ближнего Востока: во-первых это бурный период со времён русско-турецкой войны 1877—1878 годов по 1920-е годы; а затем, потрясения имевшие место в Египте, Сирии, Ливане, Иране и Советской Армении после 1965 года. Хорошо приспосабливаясь к различным общественно-политическим строям, армянские общины, тем не менее старались сохранять свою собственную культурную и социальную идентичность. Наиболее значимым и многочисленным является армянская община Соединённых Штатов Америки. Достигая численности до 1,5 миллиона человек она является одной из двух (наряду с общиной в России) крупнейших армянских общин за пределами Армении, и продолжает привлекать новых армянских иммигрантов. Она также является самой богатой и наилучше образованной среди общин. За счёт недавно прибывших из Ливана и Ирана армян растёт значимость и армянской общины Канады. Заслуживают внимания также общины в Аргентине, Бразилии и Уругвае.

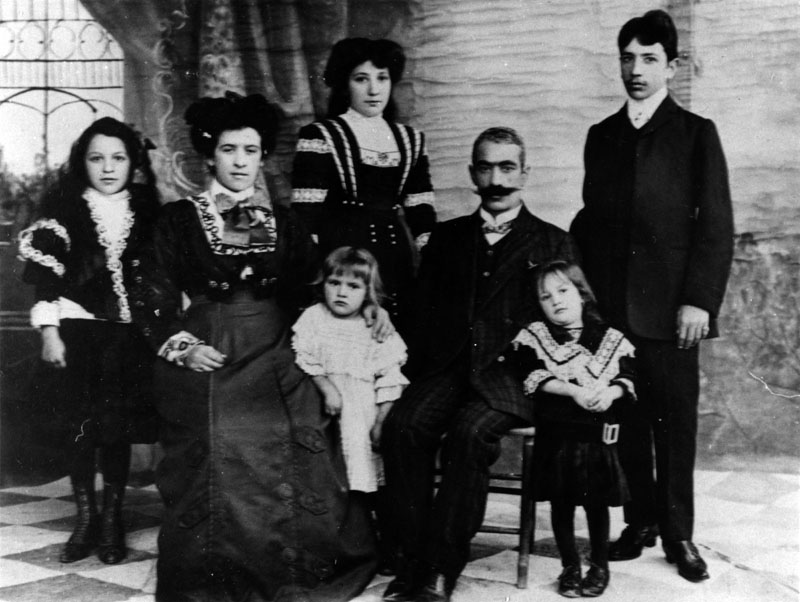
Армянская семья из Бостона, 1908 год

Самое ранее свидетельство об армянах в Северной Америке относится к 1618 году, в котором сообщается об армянине Мартине, занимающимся в Джеймстауне производством шёлка. Следующие письменные сведения относятся уже к 1653 и 1654 годам. В 1770-е годы здесь поселяются ещё 70 армян.
До первой крупной волны армянской миграции в «Новый Свет» (связанной с массовыми убийствами армян в Османской империи в 1894—1896 гг.) в Америке, а точнее в британской колонии Виргиния и испанской Южной Америке, ещё в начале XVII века обосновались первые армянские поселенцы, плантаторы и авантюристы. Систематическая миграция однако началась только в начале 1800-х, и связана она с деятельностью американских миссионеров в Османской Турции. Стремясь обратить армян в конгрегациональный протестантизм они основывали школы, миссии, больницы, типографии а также колледжи для обучения армян. Миссионеры призывали молодых армянских мужчин продолжить своё образование в США, дабы в будущем они вернулись в Турцию и способствовали обучению и обращению своих соотечественников. К началу 1880-х годов слово «Америка» среди трудящихся и крестьян неблагополучных районов, особенно Харбердской равнины, центра деятельности миссионеров, стало ассоциироваться с выражением «перспективы для каждого», и в эту «землю обетованную» продолжали отправляться новые мигранты, хоть путешествие и было дорогим и опасным.
Община ещё более пополняется начиная с конца XIX века. Переселению армян в Соединённые Штаты и другие страны Американского континента способствовала репрессивная политика Османской империи. Новая волна эмиграции началась с 1890-х годов, после массовых убийств армян в 1894—1896 годах, резни армян Киликии в 1909 году и особенно во время и после Первой мировой войны, когда по всей Османской империи и, в частности, в Западной Армении, был осуществлён геноцид армянского населения.

## Генетика армян
По данным исследования группы генетиков из Института Сенгера, геномного исследовательского центра в Кембриджшире (Англия), армянская генетическая популяция сложилась в 3 тыс. до н. э., в период одомашнивания лошади, появления колесниц и развитых цивилизаций Ближнего Востока. Согласно исследованию, характерный генетический армянский кластер образовался на базе популяций Ближнего Востока, Кавказа и Европы, причём на европейцев эпохи неолита приходится 29 % — больше, чем у других современных народов Ближнего Востока. Генетические признаки смешения армянской популяции прекращаются после 1200 г. до н. э., когда в результате войн прекращают существование цивилизации бронзового века в восточном Средиземноморье (эпоха Троянской войны).
- Данные генетических исследований современных армян<ref

Данные генетических исследований современных армян.
Частота и разнообразие Y-хромосомных гаплогрупп армян.
Филогенетические связи Y-хромосомных гаплогрупп армян и их соседей.

По информации армянского проекта FTDNA среди армян наиболее распространены Y-хромосомные гаплогруппы R1b1a2 (26,5 %), J2a (19,1 %), G2a (9,5 %), J1 (НЕ J1c3d) (8,3 %), E1b1b1 (6,8 %), J1c3d (5,5 %), T1 (5,5 %).

## Антропология армян
Современные армяне не отличаются антропологической однородностью, что связывается со сложными процессами этногенеза (вследствие различных миграций этнических элементов, вошедших в армянский этнос).
Самым распространённым среди армян антропологическим типом является так называемый арменоидный тип, известный также под названиями «ассироидный», «хеттский» или «переднеазиатский» тип, в составе большой европеоидной расы.
Главными современными представителями этого типа являются армяне и ассирийцы, в меньшей степени — восточные субэтнические группы грузин.
По ряду показателей арменоидный тип сближается с греками (включая понтийских греков), албанцами, югославами и другими людьми динарской расы. Американский антрополог К. Кун, однако, считал, что сходство арменоидной и динарской рас вызвано лишь конвергентной эволюцией — процессом динаризации. Кун считал арменоидный тип стабильным гибридом между альпийской и средиземноморской расами, смешанных в отношении 2:1.

## Армянский язык

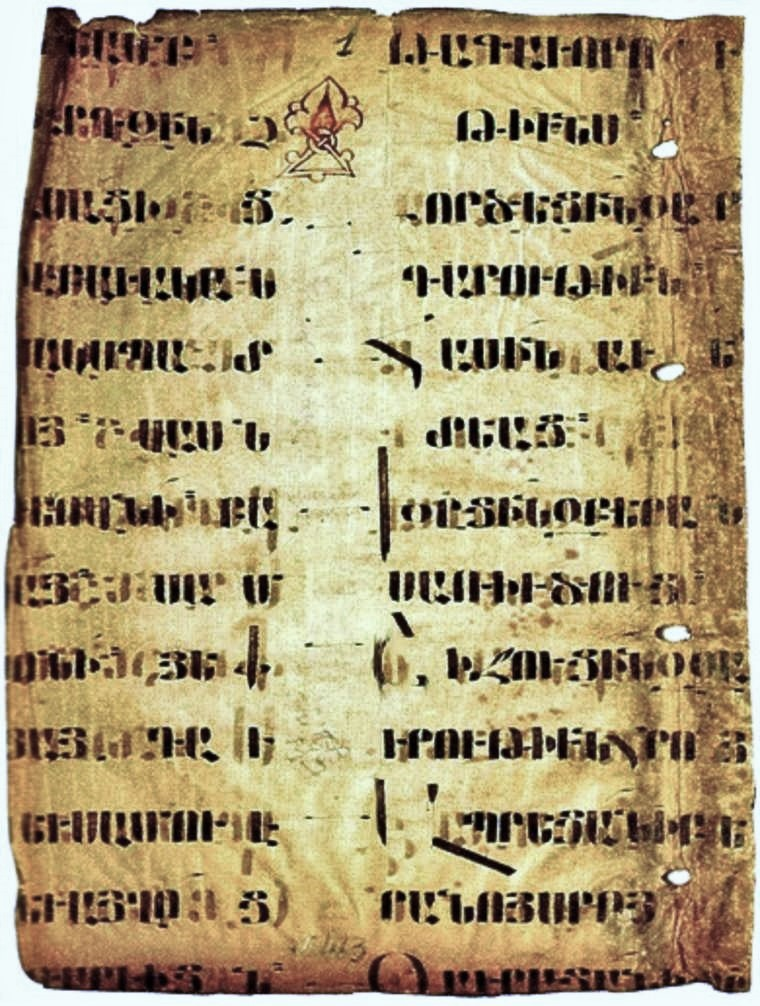
Страница рукописи V—VI вв.

Армянский язык относится к индоевропейской языковой семье, среди которых выделяется в отдельную группу. Он является одним из древнеписьменных языков.
На сегодняшний день существует два основных литературных варианта плюрицентрического армянского языка: западный (в основном используется в диаспоре) и восточный (ныне это официальный язык Республики Армения). Ведутся дебаты о признании западного варианта, наряду с восточным, официальным языком Армении.
В фонетике выделяется 6 гласных и 30 согласных фонем.
В морфологии различают 7 падежей (именительный, родительный, дательный, винительный, творительный, отложительный, местный — только в восточноармянском) и 8 типов склонения (6 внешних и 2 внутренних, образующихся, соответственно, при помощи внешних или внутренних флексий). Грамматический род отсутствует.
По данным конца XX века, словарный фонд только литературного армянского языка составляло примерно 150 000 слов. «Диалектологический словарь армянского языка»  включает в себе более 100 000 диалектных слов. Численность слов в древнеармянском языке составляло более 60 000 слов.
Для записи армянского языка используется оригинальный армянский алфавит, созданный в 405 году учёным и священником Маштоцем. Изначально он состоял из 36 букв, из которых 7 передавали гласные звуки, а 29 букв — согласные. На протяжении более тысячи шестисот лет армянский алфавит существует почти без изменений.
По современным оценкам, сохранились свыше 30 тысяч рукописей на армянском языке, созданных в течение V—XVIII веков, а также более 4 тысяч фрагментальных манускриптов.
До V века в Армении широкое распространение имели особенно греческие и арамейские письмена. В то же время есть мнение, согласно которому ещё в III—I вв. до н. э. у древних армян существовали особые «жреческие письмена», по которым создавались храмовые книги и летописи. В древней Армении, до принятия христианства в начале IV века, среди языческих верований существовал культ бога-писца Тира.
Армянский язык стал первым языком книгопечатания (вместе с ивритом) среди языков Азии. В 1512 году в Венеции вышла первая известная печатная книга на армянском — «Урбатагирк». Ещё до этого, в 1475 году, был издан текст латинскими буками в Германии. Первое периодическое издание на армянском языке — журнал «Аздарар» — вышло в Индии в 1794—1796 годах.
Развитие армянского языка разделяют на несколько этапов:
- протоармянский язык (наиболее ранняя, в письменной форме не засвидетельствованная стадия армянского языка, реконструируемая лингвистами);
- древнеармянский (V—XI вв.);
- среднеармянский язык (XI—XVII вв.);
- современный армянский — с XVII века по наше время.

Научное исследование армянского языка берёт начало во второй половине V века.

### Другие языки армян
Ввиду значительного рассеяния армян, а также подпадания значительной части исторической Армении под владычество других держав, среди армян со времён Средневековья распространено двуязычие. Наряду с собственно армянским языком, армяне, в зависимости от государственной принадлежности, владели также турецким, арабским, русским, персидским и другими языками.
Кроме того, в среде подвергавшихся языковой ассимиляции крымских армян выработался ныне мёртвый армяно-кыпчакский язык на тюркской основе, который в XIV—XV вв. существовал в Крыму, а в дальнейшем вместе с частью носителей распространился и в восточных регионах Речи Посполитой.

## Религия

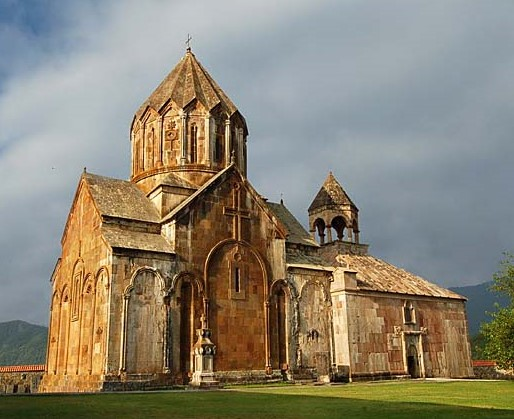
Монастырь Гандзасар, XIII век, Нагорный Карабах

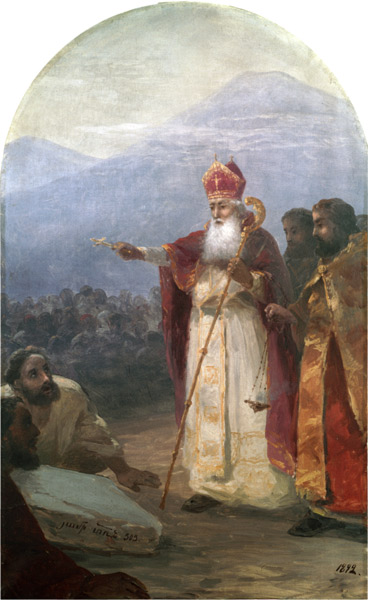
Крещение армянского народа. Худ. И. К. Айвазовский

Армянская апостольская церковь — одна из древнейших христианских церквей мира. Согласно преданию, первыми проповедниками христианства на территории Армении были апостолы Фаддей и Варфоломей. В начале IV века (традиционная дата — 301 год) при царе Трдате III Великая Армения официально приняла христианство в качестве государственной и единственной религии, став, таким образом, первым в истории христианским государством. Уже с 366 года, после Вагаршапатского собора, предстоятели Армянской церкви стали избираться и посвящаться в Армении. Примерно в 404 году на Вагаршапатском соборе было принято решение создать армянский алфавит, перевести на армянский язык Библию и отменить в стране греческую и сирийскую письменность. Эта историческая миссия была успешно осуществлена в 405—406 году Месропом Маштоцем. В 506 году на Двинском церковном соборе Армянская апостольская церковь окончательно отделилась от византийской догаматики и стала автокефальной. Именно это историческое событие в дальнейшем определило идеологическую, общественную и политическую основу раннесредневековой Армении.
Армянская апостольская церковь входит в число Ориентальных православных церквей, христология которых именуется миафизитством. После Халкидонского собора 451 года (решения которого не были признаны Ориентальными православными церквями), догматика Армянской апостольской церкви достаточно существенно разошлась с догматикой почти всех других существовавших на тот момент христианских конфессий. Как это обстоятельство, так и факт проживания армян в окружении народов, инородных и по культуре, и по религии, и по языку, послужили одной из причин возникновения представления об избранности армянской нации.
Большинство верующих армян — христиане, относящиеся к Армянской апостольской церкви. Есть также армяне-католики и армяне-евангелисты. Армян, принявших греко-православие, по догматико-каноническим причинам насчитываются единицы.  Исламизированные армяне Турции часто считаются самостоятельным этносом — хемшилами, большинство из них исповедует суннизм ханафитского толка. Есть армяне-атеисты.

## Культура
Как отмечает авторитетная энциклопедия «Британника», Армения — один из древнейших центров мировой цивилизации.
В IX—VI вв. до н. э. на территории Армянского нагорья существовала высокоразвитая цивилизация — государство Урарту. Согласно общепринятому научному мнению прямыми физическими предками армян являлись хурриты и урарты сменившие, ввиду исторических обстоятельств, лишь свой язык, а армянский народ является культурным преемником всего древнего населения Армянского нагорья. Таким образом культура армян с VI—V вв. до н. э. становится продолжением ещё более древней истории хурритов и урартов, а также лувийцев. Культурное влияние обнаруживается в среде армянской знати, которая использовала урартские предметы искусства, ювелирные изделия и одежду, а также в пантеоне. Вместе с тем вопрос о преемственности Урарту и Армении внутри современной Армении политизирован и мифологизирован. Армения последних веков до н. э. и первых веков н. э. была страной высокой культуры, о чём свидетельствует также уровень урбанизации. Несмотря на потрясения и потерю политической независимости, армянский народ продолжал развивать свою культуру, расцвет которой падает на V—VII столетия. Последующее значительное развитие начинается с конца IX века, и связано оно с восстановлением в 885 году независимого Армянского царства, что стало началом нового золотого века в армянской истории. Период культурного подъёма продолжился до XIII века включительно и характеризуется некоторыми авторами как Армянское Возрождение.

### Литература

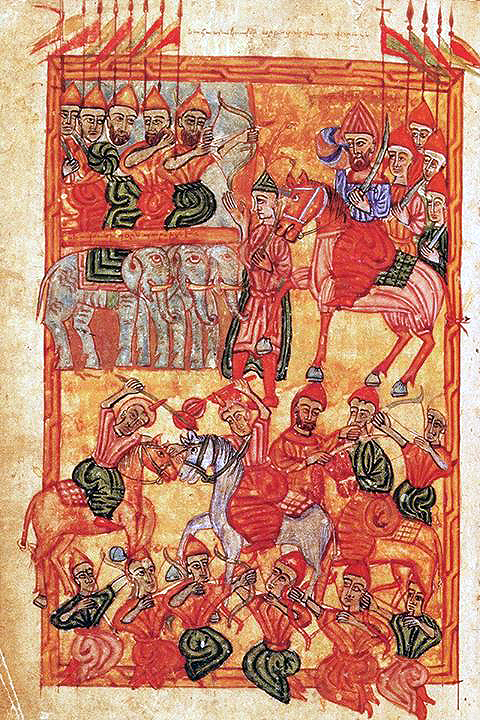
Егише, «О Вардане и войне армянской», вторая половина V века, рукопись XVI века

### Музыка

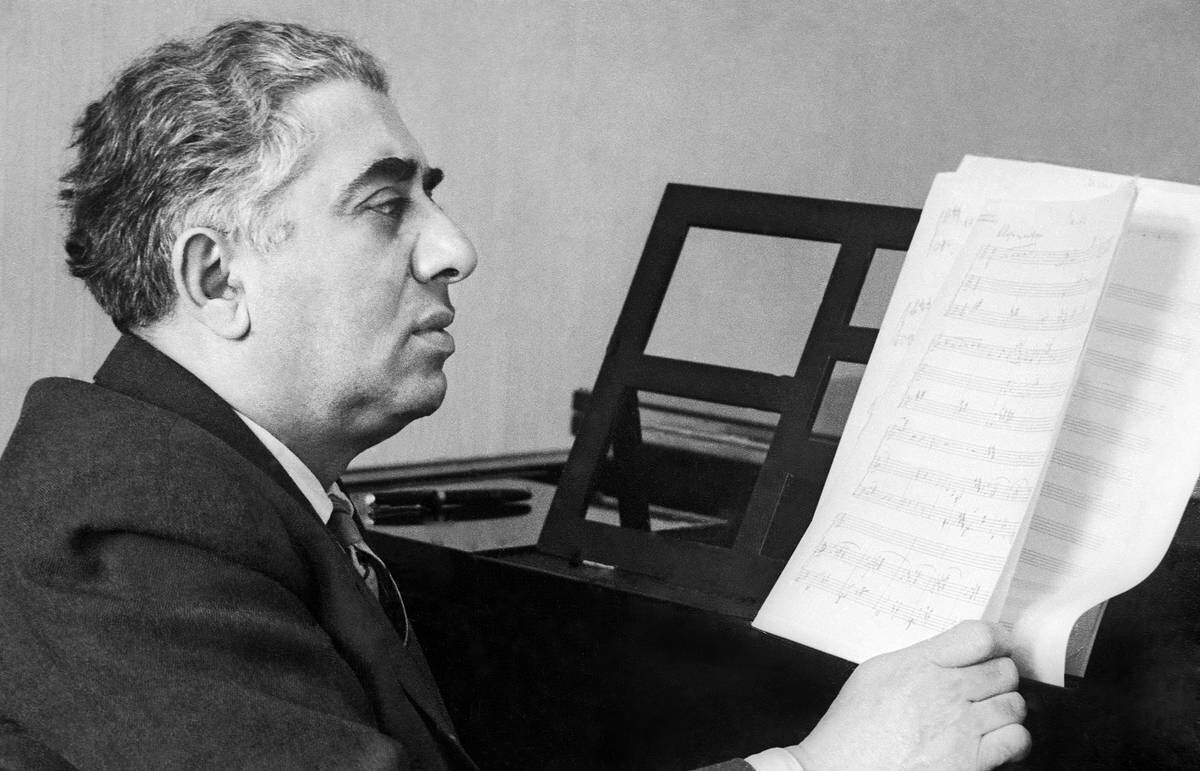
Арам Хачатурян

В III в. до н. э. уже было сформировано качественное своеобразие армянской музыки. Античная армянская музыка, или творчество гусанов, зародилась ещё до н. э. В V веке формируется армянская духовная музыка, искусство шараканов. Армянская христианская музыка наряду с арамейской, еврейской, каппадокийской, лежит в основе общехристианской музыкальной культуры, представляя большое значения для изучения, как музыкальная культура страны первым принявший христианство в качестве государственной религии. Уже на рубеже VIII—IX веков были изобретены армянские невмы — хазы. С X века развивается искусство тагов. С XVI века известно искусство армянских ашугов. Среди его видных представителей были Нагаш Овнатан, Багдасар Дпир и Саят-Нова. Традиционные музыкальные инструменты — дудук, дхол, зурна, канон и др. Музыка армянского дудука признана шедевром Всемирного нематериального культурного наследия ЮНЕСКО.
С середины XIX века формируется армянская профессиональная классическая музыка. В 1857 году возникает армянская музыкальная периодика. В 1861 году Г. Синанян основывает первый армянский профессиональный симфонический оркестр. В 1868 году Тигран Чухаджян написал первую армянскую оперу «Аршак II», которая также стала первой оперой всего Востока. Важнейший вклад в формировании армянского национального оперного стиля имели А. Тигранян и А. Спендиаров. С 1880-х годов в армянской классической музыке начинается новое движение по сбору и обработке древних народных песен профессиональными композиторами. На рубеже XIX—XX веков действовал собиратель и исследователь армянских народных песен Комитас.
В XX столетии прославились Арам Хачатурян, Микаэл Таривердиев, Арно Бабаджанян, Авет Тертерян, Георгий Гаранян, Давид Тухманов и др.

### Архитектура

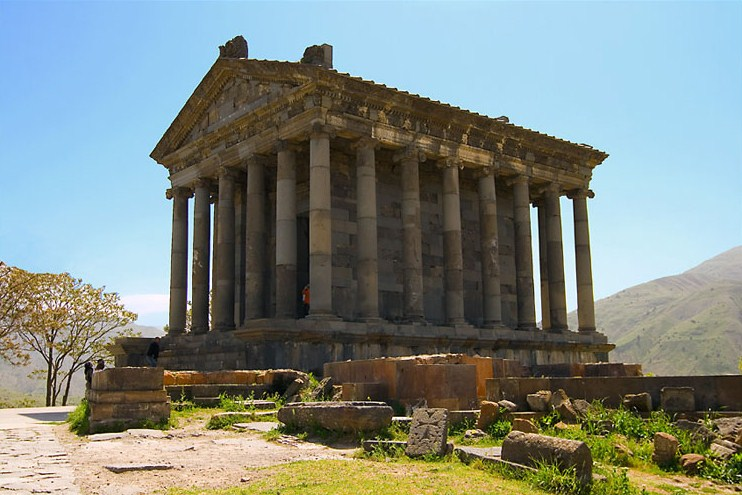
Храм Гарни — летняя резиденция армянских царей, I век. Котайкская область

С VI века до н. э. в древней Армении развивалась языческая архитектура. Ксенофонт сообщает, что жилища древних армян имели башни. Наиболее значимый из сохранившихся памятников армянской античной архитектуры — храм Гарни, построенный царём Великой Армении Трдатом I в 70-е годы н. э. От эпохи эллинизма сохранились остатки городов Арташат и Тигранакерт — древних столиц Великой Армении. Плутарх называет Арташат «армянским Карфагеном».

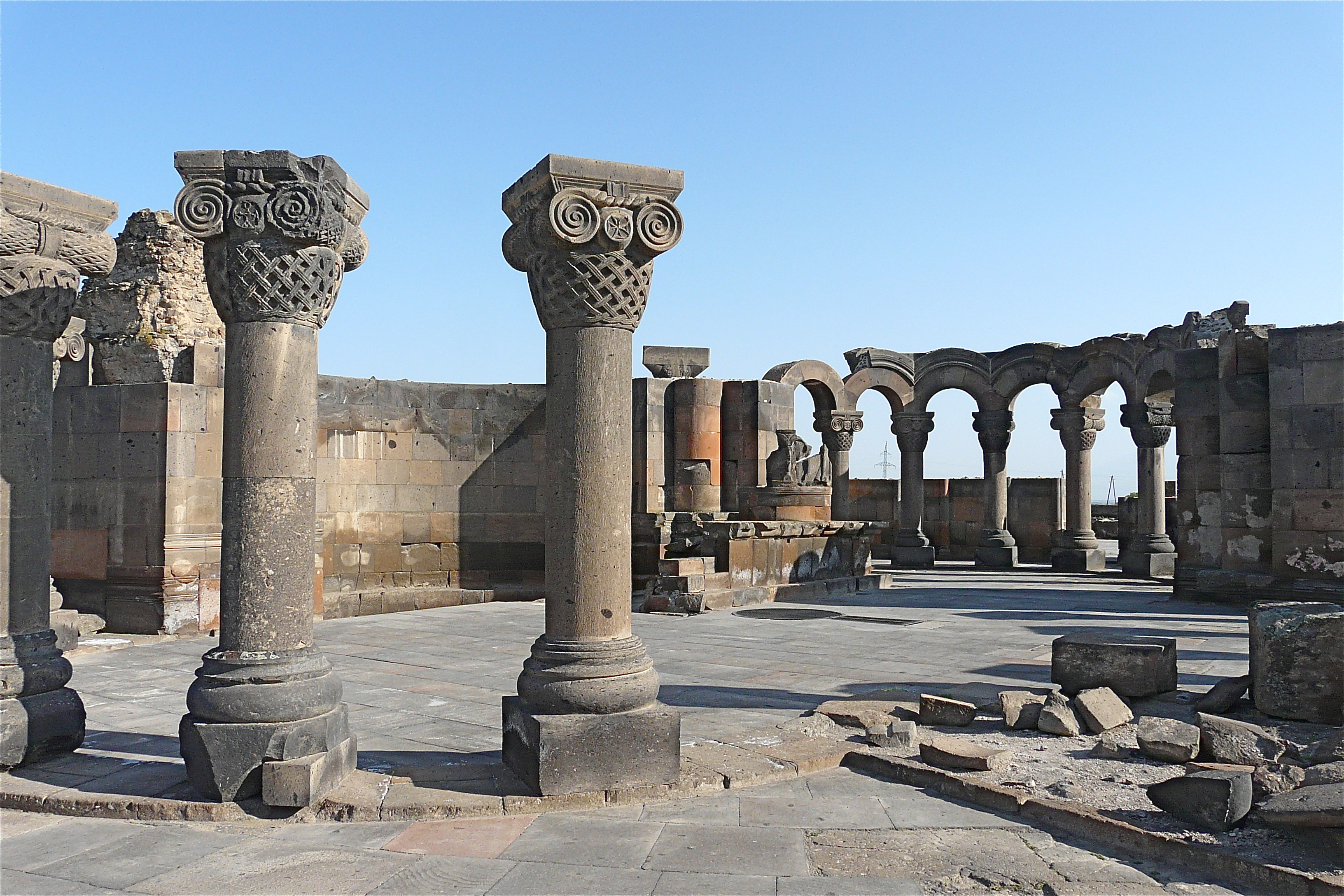
Храм Звартноц, построенный между 641—661 гг. католикосом Нерсесом III Тайеци. Армавирская область

С начала IV века начинает своё развитие армянская христианская архитектура. Среди ранних памятников Касахская (IV в.) и Ереруйкская базилики (V в.), церкви Текора (V в.) и Мастара (V в.), Одзунская базилика (VI в.), Цицернаванк (IV—VI вв.) и др. Шедевром армянской архитектуры VII столетия считается храм Звартноц, возведённый между 641—661 гг.
С конца IX века, после восстановления суверенитета Армении, монументальное строительство переживает новый подъём. В столице Ани были сооружены обширные оборонительные стены, дворцы, в течение 989—1001 гг. царями Гагиком I и Смбатом II здесь был построен Кафедральный собор, архитектором которого выступил знаменитый Трдат. Кроме центральной Армении, строительство развивалась во всех частях страны. Так, в 915—921 гг.  Гагик Арцруни в Васпуракане возвёл Церковь Святого Креста (зодчий Мануэл), отличающуюся богатейшими рельефами. В Сюнике были возведены Татев (895—905 гг.), Ваганаванк (911 г.), Гндеванк (930 г.) и др. церкви. Крупные монастырские комплексы были построены на северо-востоке Армении — Санаин (957—962 гг.) и Ахпат (976—991 гг.). В это же время стратегические пути были прикрыты крепостями, среди которых наиболее мощными являлись Амберд, Тигнис и некоторые др. Новый подъём гражданской архитектуры отмечается в XII—XIII столетиях — строятся гостиницы, трапезные, книгохранилища, караван-сараи. Особо примечательное явление армянской архитектуры времени — гавиты-притворы. Подъём армянской архитектуры конца XII—XIII веков связан с освобождением Армении Закарянами. Были созданы ряд новых каменных конструкций, в том числе перекрытие на перекрещивающихся арках. Наиболее известные памятники времени: Аричаванк (1201), Макараванк (1205), Тегер (1213—1232), Дадиванк, (1214), Гегард (1215), Сагмосаванк (1215—1235), Ованаванк (1216), Гандзасар (1216—1238), Агарцин (1281) и некоторые др.
Архитекторы армяне славились и за пределами Армении. Так, например, в VI—VII веках в Грузии церкви возводил архитектор Тодос, в X веке — архитектор Трдат стал автором проекта нового купола собора Святой Софии в Константинополе после разрушения старого, по наиболее распространённой точке зрения армянином был также один из самых известных османских архитекторов — Синан (1489—1588), автор проектов мечетей Шехзаде и Сулеймание в Стамбуле, Селимие в Эдирне и т․д. В XVIII—XIX веках в Османской империи творили ряд выдающихся мастеров из знаменитой армянской династии Бальянов, придворных архитекторов османских султанов. Бальяны — авторы проектов многих стамбульских дворцов (в их числе Долмабахче (резиденция султанов), Бейлербейи (летняя резиденция султанов), Чыраган и другие), мечетей, церквей, общественных зданий и т․д.

### Изобразительное искусство

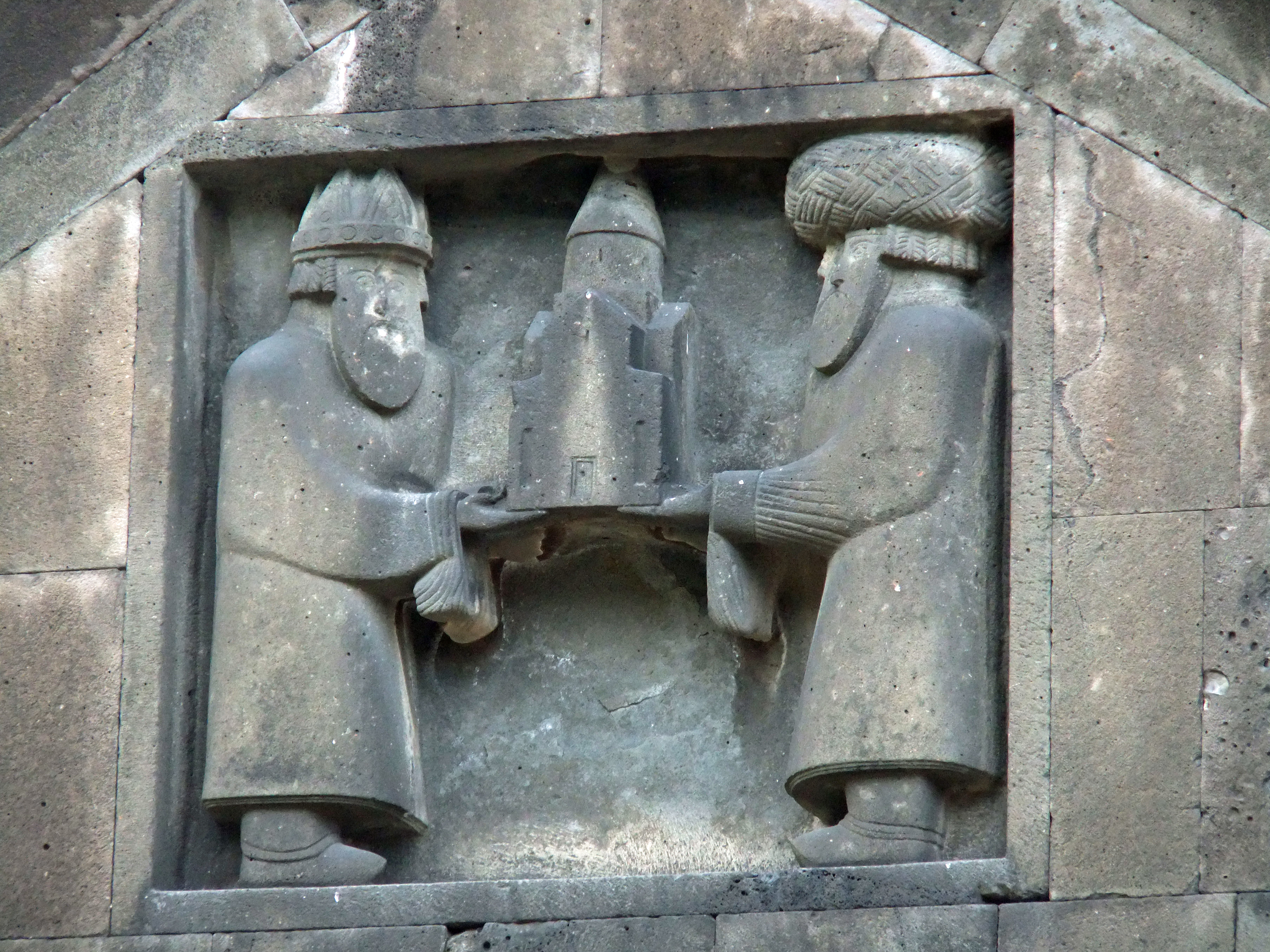
Царь Армении Смбат II (справа) и его младший брат Гурген I на ктиторской скульптуре Ахпата, 976—991 годы. Лорийская область

### Кухня
Армянская кухня — одна из древнейших кухонь в Азии и самая древняя в Закавказье. Её характерные черты сложились ещё, по крайней мере, за тысячелетие до нашей эры в период формирования армянского народа и сохраняются во многом на протяжении более трёх тысячелетий.
Местный тип очага — тонир (в котором пекут, например, лаваш — основное мучное изделие, занимающее большой удельный вес в армянском рационе), а также глиняная посуда, принятые первоначально у армян, распространились по всему Закавказью. Названия многих армянских блюд связаны не с составом продуктов, как это принято у народов Европы, а с названием посуды, в которой их приготовляют. Таковы, например, путук, кчуч, тапак — все это одновременно и виды глиняной посуды, и названия блюд. Эта армянская традиция перешла и к соседям армян — грузинам и азербайджанцам.
В XVII — начале XIX вв. Армения была поделена между Османской Турцией и Ираном (см. Западная Армения, Восточная Армения). Несмотря на то, что в этот период пришли в упадок хозяйство Армении, её людские и материальные ресурсы, духовная и материальная культура не изменилась, не погибла и армянская кухня. Напротив, армяне внесли свой вклад в кухню турок-сельджуков, так что многие истинно армянские блюда — как например долма — стали позднее известны в Европе через турок как якобы блюда турецкой кухни.
Одним из древнейших армянских блюд, получивших распространение по всему Закавказью, является мясной суп хаш.
Один из наиболее распространённых армянских кисломолочных продуктов — мацун, из которого готовят, например, суп спас, его также подают к различных мясным блюдам. Разведённый водой мацун является прекрасным освежающим напитком.

### Костюмы
Многообразие этнографических групп армян нашло отражение в народной одежде: в целом, по покрою, общему силуэту, цветовой гамме, способах и технике декорирования прослеживаются два основных комплекса: восточноармянский и западноармянский

## Армяне в филателии
В 1933 году в СССР была выпущена этнографическая серия почтовых марок «Народы СССР». Одна из марок посвящена армянам.

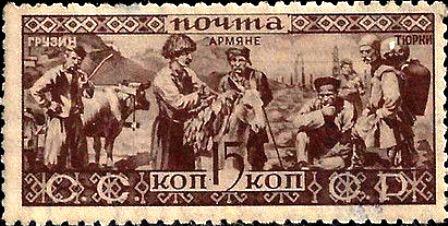
Почтовая марка СССР, 1933 год
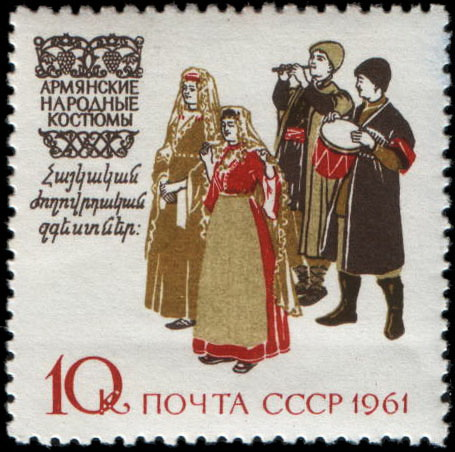
Почтовая марка СССР, 1961 год. Армянские народные костюмы

## Комментарии
1. ↑  Как амшенцы, так и черкесогаи превратились в «субэтнические» группы позднее, путём отделения от основной массы давно сформированного армянского народа и эмиграции из Армении соответственно в VIII-ом и XV веках.
2. ↑  В Араратской долине, в Закавказской Армении, были расположены 6 из 11 античных и средневековых столиц Армении — Армавир (первая столица), Ервандашат, Арташат, Вагаршапат, Двин, Багаран, а также духовные центры армян Вагаршапат (302—484 гг.) и Двин (484—931 гг.).
3. ↑  В этом отношении примечательно сообщение историка V века, биографа Маштоца, Корюна:«он задумался и о другой половине армянского народа, находившейся под властью императора ромеев» (Корюн, 16 Архивная копия от 11 ноября 2012 на Wayback Machine)
4. ↑  Среди них Тертер Ереванци (XIII—XIV вв.), Мкртич Нагаш (XIV—XV вв.), Вртанес Срнкеци (XVI в.), Минас Тохатци (XVI—XVII вв.), Акоп Тохатци (XVI—XVII вв.), Степанос Тохатци (XVI—XVII вв.), Лазарь Тохатци (XVI—XVII вв.)